# Colonització espanyola d'Amèrica

Penó dels conquistadors castellans, amb la corona de Castella sobre una bandera vermella, usada per Hernán Cortés, Francisco Pizarro i d'altres

Imperis espanyol i portuguès el 1790

La colonització espanyola de les Amèriques va començar sota la corona de Castella i va ser encapçalada pels conquistadors espanyols. Les Amèriques van ser envaïdes i incorporades a l'Imperi Espanyol, a excepció del Brasil, l'Amèrica britànica i algunes petites regions d'Amèrica del Sud i el Carib. La corona va crear estructures civils i religioses per administrar el vast territori. Les principals motivacions per a l'expansió colonial van ser els beneficis mitjançant l'extracció de recursos i la difusió del catolicisme a través de les conversions dels indígenes.
A partir de l'arribada de Cristòfor Colom al Carib el 1492 i el control de més territori durant més de tres segles, l'Imperi espanyol s'estendria per les illes del Carib, la meitat d'Amèrica del Sud la major part d'Amèrica Central i gran part d'Amèrica del Nord. S'estima que durant el període colonial (1492-1832), un total d'1,86 milions d'espanyols es van establir a les Amèriques i 3,5 milions més van emigrar durant l'era post-colonial (1850-1950); l'estimació és de 250.000 al segle xvi i la majoria durant el segle xviii, ja que la nova dinastia borbònica va fomentar la immigració.
Per contra, la població indígena es va esfondrar aproximadament en un 80% al primer segle i mig després dels viatges de Colom, principalment a través de la propagació de malalties, treballs forçats i esclavitud per a l'extracció de recursos i missioner.S'ha argumentat que aquest és el primer acte de genocidi a gran escala de l'era moderna.
A principis del segle XIX les guerres d'independència hispanoamericanes van donar lloc a la secessió i la divisió posterior de la majoria de territoris espanyols a les Amèriques, a excepció de Cuba i Puerto Rico, que es van perdre contra els Estats Units el 1898, després de la guerra hispanoamericana. La pèrdua d'aquests territoris va acabar amb la dominació espanyola a les Amèriques.

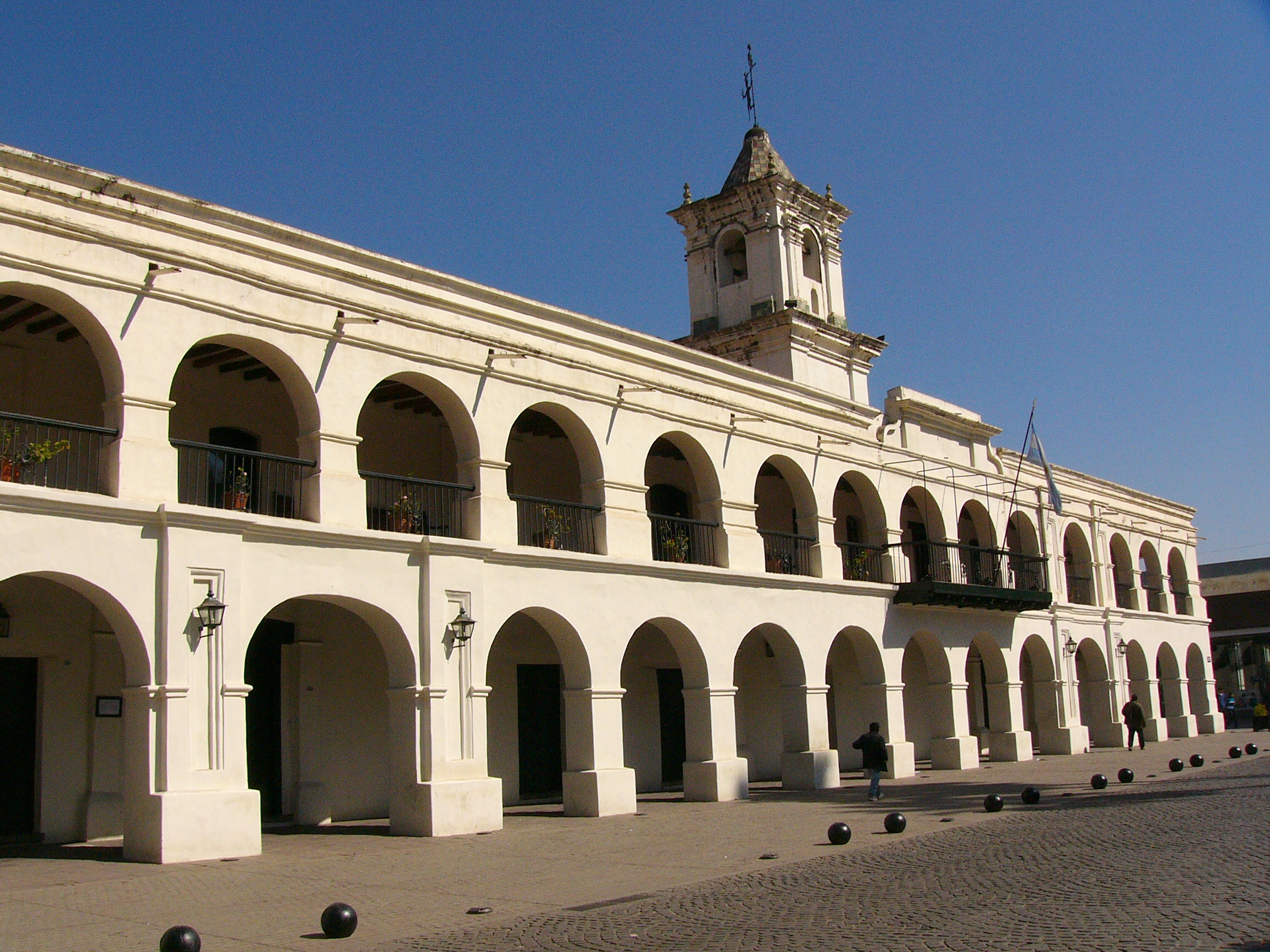
Cabildo colonial.

## Causes
- Econòmiques: el sorgiment del mercantilisme, així com la necessitat de trobar una ruta alternativa per al comerç de les espècies i de la seda, procedent de les "illes de les espècies", les Moluques, havia estat bloquejada pels turcs amb la presa de Constantinoble el 1453, controlant totalment la ruta de la seda, tant interior, com la ruta marítima.

- Culturals: amb el Renaixement, en la societat europea alguns suggerien l'esfericitat de la Terra, i la proliferació de comerciants va provocar la proliferació de llegendes i cròniques exagerades (viatges de Marco Polo, llegenda del Preste Joan), que van causar un gran interès, pel desconegut en l'Europa de l'època, i l'esperit aventurer cap al Llunyà Orient.

- Tecnològiques: l'aparició de noves naus, com les caravel·les o els galions que permetien la penetració transatlàntica, gràcies a Alfons V i a Joan II de Portugal ("El Perfecte", o "El Navegant"), i pel procés que van recolzar de millora naval i d'exploració, aquests vaixells incloïen les veles quadrades i les triangulars, juntament amb un casc reforçat, evolució dels vaixells del comerç flamenc. Aquests van ser els primers vaixells que van poder fer "caçades", navegar contra el vent i al costat d'est, amb el que es va aconseguir el descobriment de Canàries, remuntar la costa africana i descobrir Amèrica. Nous instruments de navegació, com l'astrolabi o la brúixola, que permetien orientar-se en el mar juntament amb el seguiment dels estels, així com els avanços en cartografia, van ser fonamentals per permetre l'arribada europea a Amèrica.

### Les capitulacions de Santa Fe
Cristòfor Colom va presentar el seu pla a Joan II de Portugal, però, basat en càlculs erronis sobre la grandària de la Terra i la distància entre Europa i l'Índia, no va ser tingut en compte. A continuació es va dirigir a Espanya, involucrada llavors en la conquesta de Granada, i va exposar el seu pla als Reis Catòlics, ajudat pels frares de La Rábida. Malgrat els errors tècnics, es va fer amb el suport de la regna Isabel i del Cardenal Cisneros i així, després de la presa de Granada, es van començar a redactar els acords, o Capitulacions de Santa Fe, per les quals els reis concedien a Colom el títol d'almirall, el de virrei i governador de les terres per descobrir i la desena part dels beneficis obtinguts per la nova ruta.

## Expansió imperial

Penó de la Corona de Castella

L'expansió del territori espanyol es va produir sota els reis catòlics Isabel de Castella, reina de Castella i el seu marit el rei Ferran, rei d'Aragó, el matrimoni del qual va marcar l'inici del poder espanyol més enllà de la península Ibèrica. Van seguir una política de govern conjunt dels seus regnes i van crear l'etapa inicial d'una única monarquia espanyola, acabada sota els monarques borbònics del segle xviii. La primera expansió del territori va ser la conquesta de l'emirat musulmà de Granada l'1 de gener de 1492, moment culminant de la Reconquesta cristiana de la península Ibèrica, mantinguda pels musulmans des del 711. El 31 de març de 1492, el monarca catòlic va ordenar l'expulsió dels jueus a Espanya que es van negar a convertir-se al cristianisme. El 12 d'octubre de 1492, Cristòfor Colom va tocar terra a l'hemisferi occidental.
Tot i que Castella i Aragó estaven governats conjuntament pels seus respectius monarques, van romandre regnes separats de manera que, quan els Reis Catòlics van donar l'aprovació oficial dels plans per al viatge de Colom per arribar a "les Índies" navegant cap a l'Oest, el finançament provenia de la reina de Castella. Els beneficis de l'expedició espanyola van arribar a Castella. El Regne de Portugal va autoritzar una sèrie de viatges per la costa d'Àfrica i, quan van arrodonir l'extrem sud, van poder navegar cap a l'Índia i cap a l'est. Espanya va buscar riqueses similars i va autoritzar el viatge de Colom a navegar cap a l'oest. Un cop es va produir l'assentament espanyol al Carib, Espanya i Portugal van formalitzar una divisió del món entre ells al Tractat de Tordesillas de 1494. La profunda piadosa Isabel va veure com l'expansió de la sobirania espanyola es combinava indissolublement amb l'evangelització dels pobles no cristians, l'anomenada "conquesta espiritual" amb la conquesta militar. El papa Alexandre VI en un decret papal del 4 de maig de 1493, Inter caetera, va dividir els drets sobre les terres de l'hemisferi occidental entre Espanya i Portugal amb la condició que estenguessin el cristianisme. Aquests acords formals entre Espanya i Portugal i el papa van ser ignorats per altres potències europees.

### Principis generals de l'expansió
De vegades, l'expansió espanyola s'ha resumit succintament com "or, glòria, Déu". La recerca de riquesa material, la millora de la posició dels conqueridors i de la corona i l'expansió del cristianisme. En l'extensió de la sobirania espanyola als seus territoris d'ultramar, l'autoritat per a expedicions (entradas) de descobriment, conquesta i assentament residia a la monarquia. Les expedicions requerien l'autorització de la corona, que establia els termes d'aquesta expedició. Pràcticament totes les expedicions posteriors als viatges de Colom, finançades per la corona de Castella, es van fer a costa del líder de l'expedició i dels seus participants. Encara que sovint els participants, conquistadors, ara es diuen "soldats", no eren soldats remunerats en files d'un exèrcit, sinó soldats de fortuna, que es van unir a una expedició amb l'esperança de treure'n profit. El líder d'una expedició, l'adelantado era un senyor amb riquesa material i de peu que podia convèncer la corona perquè li concedís una llicència per a una expedició. També va haver d'atraure participants a l'expedició que apostaven per les seves pròpies vides i minses fortunes a l'espera de l'èxit de l'expedició. El líder de l'expedició comprometia la major part del capital a l'empresa, que en molts aspectes funcionava com una empresa comercial. Després de l'èxit de l'expedició, el botí de la guerra es repartiria en proporció a la quantitat que un participant hagués apostat inicialment, i el líder en rebia la part més gran. Els participants subministraven la seva pròpia armadura i armes, i els que tenien un cavall rebien dues accions, una per a ell, la segona reconeixia el valor del cavall com a màquina de guerra. Per a l'era de la conquesta, es coneixen generalment dos noms d'espanyols perquè van liderar les conquestes d'altes civilitzacions indígenes, Hernán Cortés, líder de l'expedició que va conquerir els asteques del centre de Mèxic, i Francisco Pizarro, líder de la conquesta dels inques al Perú.

### Illes del Carib

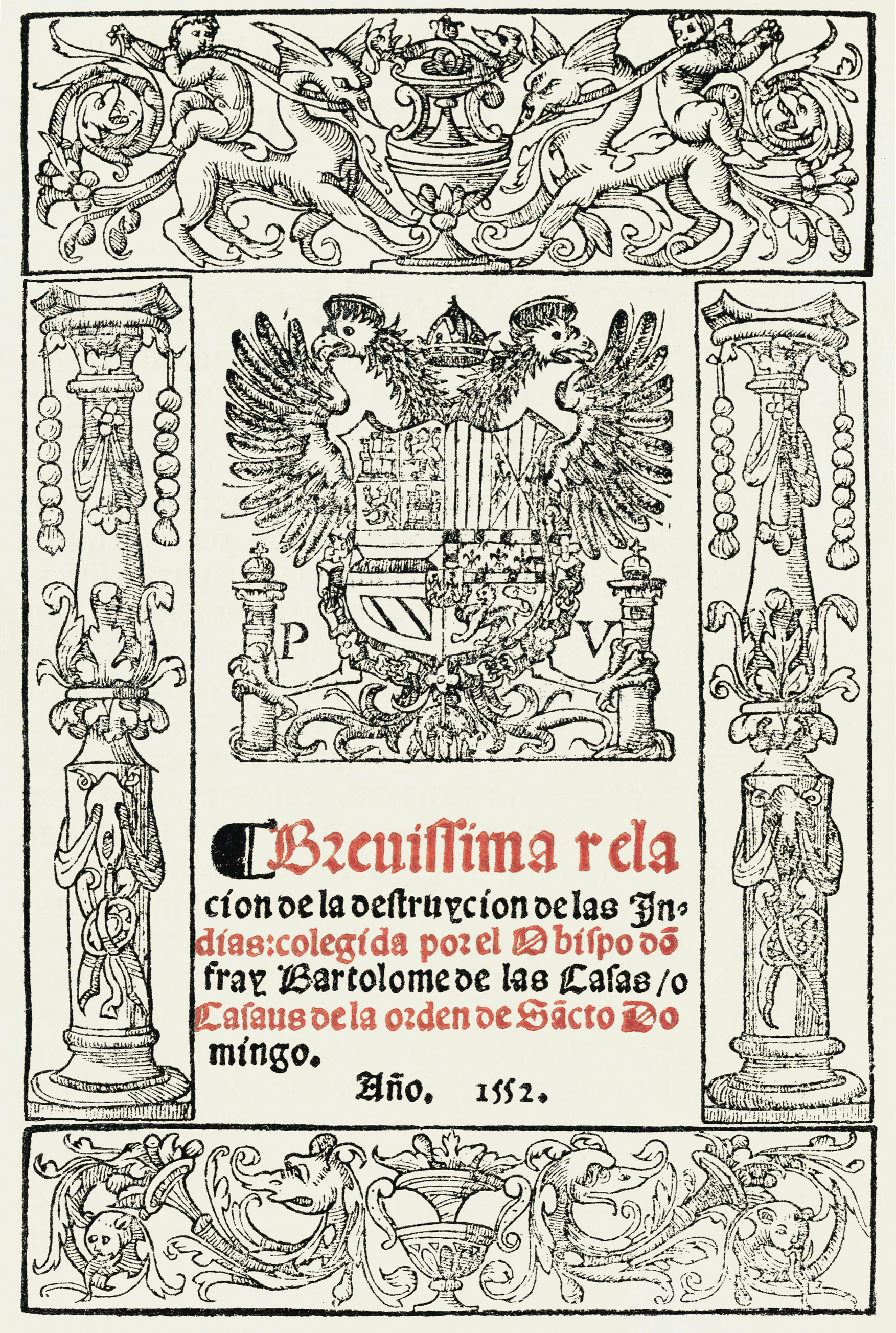
Portada de la Brevísima relación de la destrucción de las Indias (1552), Bartolomé de las Casas

Fins al seu dia de morir, Colom estava convençut que havia arribat a Àsia, les Índies. Des d'aquesta percepció errònia, els espanyols van anomenar els pobles indígenes d'Amèrica "indis" (indios), agrupant una multiplicitat de civilitzacions, grups i individus en una única categoria. El govern reial espanyol va anomenar les seves possessions d'ultramar "les Índies" fins que el seu imperi es va dissoldre al segle xix. Els patrons establerts en aquest primer període d'exploració i colonització havien de perdurar a mesura que Espanya s'expandí encara més, fins i tot a mesura que la regió esdevingué menys important a l'imperi d'ultramar després de les conquestes de Mèxic i Perú.
Al Carib no hi va haver una conquesta espanyola a gran escala de pobles indígenes, però sí la resistència indígena. Colom va fer quatre viatges a les Índies Occidentals, ja que els monarques atorgaven a Colom grans poders de govern sobre aquesta part desconeguda del món. La corona de Castella va finançar més dels seus viatges transatlàntics, un patró que no repetirien en cap altre lloc. L'assentament espanyol efectiu va començar el 1493, quan Colom va portar bestiar, llavors, equipament agrícola. El primer assentament va ser Nativitat, un fort construït en el seu primer viatge el 1492, havia estat abandonat quan va tornar el 1493. Després va fundar l'assentament de La Isabela a l'illa que van anomenar Hispaniola (ara dividida entre Haití i la República Dominicana).

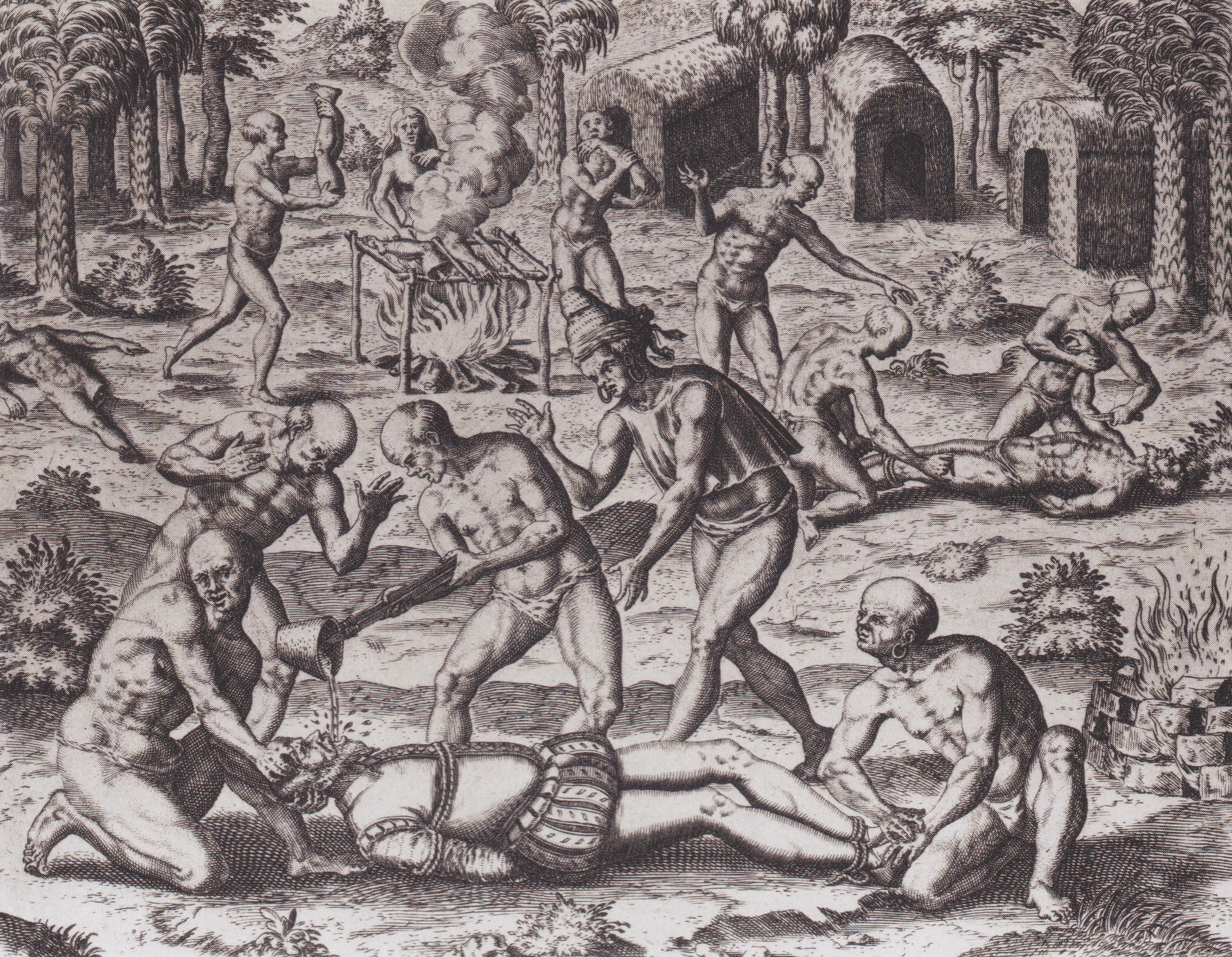
Representació de Theodor de Bry d'indígenes del Carib que lluita contra els espanyols, que mostra canibalisme i obliga a un espanyol a empassar-se or fos.

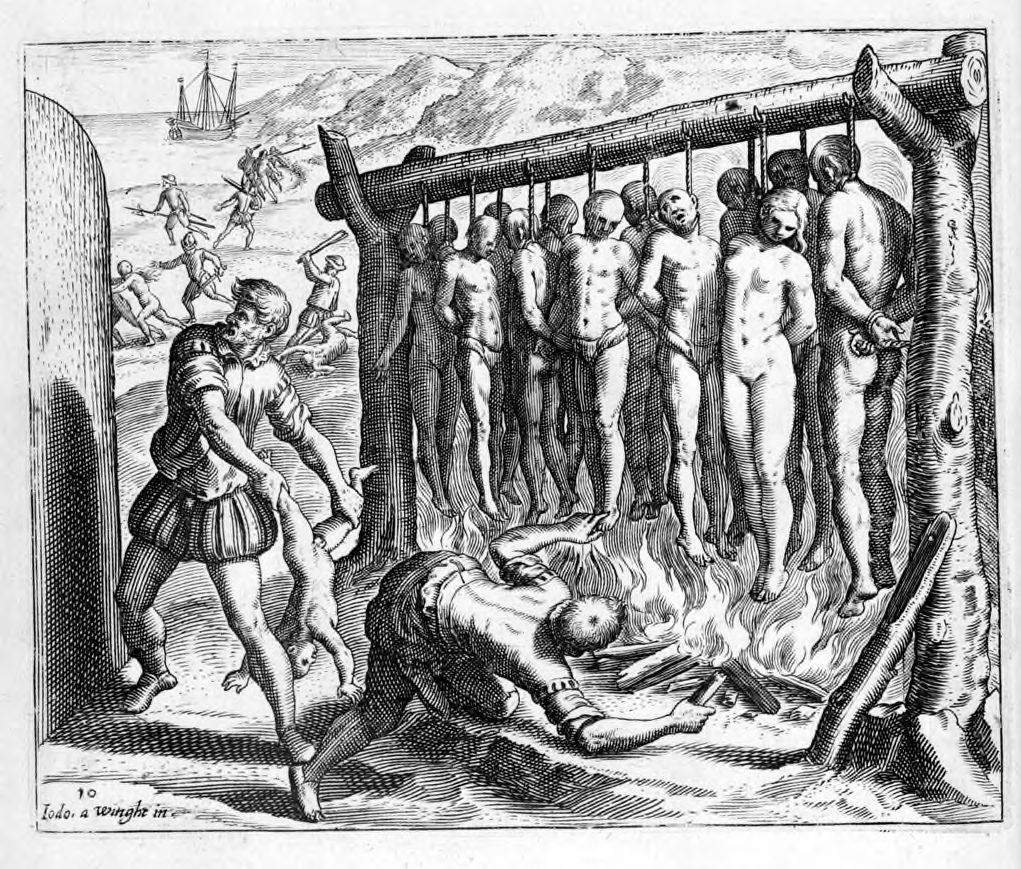
Una il·lustració del del protestant flamenc Theodor de Bry per a la Brevísima relación de la destrucción de las Indias de Las Casas, que representa les atrocitats espanyoles durant la conquesta de la Hispaniola. Bartolomé va escriure: "Van erigir certs gibets, grans, però baixos, de manera que els peus gairebé arribaven a terra, cadascun dels quals estava ordenat de portar tretze persones en honor i reverència (com deien blasfem) del nostre Redemptor i els seus dotze apòstols, sota els quals van fer un foc per cremar-los a cendres mentre els penjaven "

Les exploracions espanyoles d'altres illes del Carib i el que va resultar ser la part continental de l'Amèrica del Sud i Central les van ocupar durant més de dues dècades. Colom havia promès que la regió que ara controlava tenia un enorme tresor en forma d'or i espècies. Els colons espanyols van trobar poblacions relativament denses d'indígenes, que eren agricultors que vivien en pobles governats per líders que no formaven part d'un sistema polític integrat més gran. Per als espanyols, aquestes poblacions eren allà per a la seva explotació, per subministrar els seus propis assentaments amb productes alimentaris, però el que és més important per als espanyols, per extreure riquesa mineral o produir una altra mercaderia valuosa per a l'enriquiment espanyol. El treball de les poblacions denses de Taïnos es va assignar als colons espanyols en una institució coneguda com a encomienda, on es van concedir assentaments indígenes particulars a espanyols individuals. Hi va haver or superficial trobat a les primeres illes i els titulars d'encomiendas van posar els indígenes a treballar-hi. A tots els efectes pràctics, això era esclavitud. La reina Isabel va posar fi a l'esclavitud formal, declarant que els indígenes eren vassalls de la corona, però l'explotació dels espanyols va continuar. La població taïna a la Hispaniola va passar de centenars de milers o milions – les estimacions dels erudits varien àmpliament–, però a mitjans de la dècada del 1490 havia estat pràcticament eliminades. Les malalties i l'excés de treball, la interrupció de la vida familiar i el cicle agrícola (que va provocar una greu escassetat d'aliments als espanyols que en depenien) van delmar ràpidament la població indígena. Des del punt de vista espanyol, la seva font de treball i la viabilitat dels seus propis assentaments corrien perill.
El frare dominic Antonio de Montesinos va denunciar la crueltat i els abusos espanyols en un sermó el 1511, que ens arriba als escrits del frare dominic Bartolomé de las Casas. El 1542 Las Casas va escriure un relat condemnant d'aquest genocidi, la Brevísima relación de la destrucción de las Indias. Es va traduir ràpidament a l'anglès i es va convertir en la base dels escrits anti-espanyols, coneguts col·lectivament com la Llegenda negra espanyola.
Les primeres exploracions continentals per part d'espanyols van ser seguides per una fase d'expedicions a l'interior i de conquesta. El 1500 es va fundar la ciutat de Nueva Cádiz a l'illa de Cubagua, Veneçuela, seguida de la fundació de Santa Cruz per part d'Alonso de Ojeda a l'actual península de La Guajira. Cumaná a Veneçuela va ser el primer assentament permanent fundat pels europeus al continent americà, en 1501 pels frares franciscans, però a causa de atacs amb èxit pels indígenes, que va haver de ser refundada diverses vegades, fins a la fundació de Diego Hernández de Serpa el 1569. Els espanyols van fundar San Sebastián de Uraba el 1509, però la van abandonar l'any. Hi ha proves indirectes que el primer assentament permanent espanyol continental establert a les Amèriques va ser Santa María la Antigua del Darién.
Els espanyols van passar més de 25 anys al Carib, on les seves grans esperances inicials d'enlluernar riqueses van deixar pas a l'explotació continuada de la desaparició de les poblacions indígenes, l'esgotament de les mines d'or locals, la iniciació del cultiu de sucre de canya com a producte d'exportació i la importació d'esclaus africans com a mà d'obra força. Els espanyols van continuar ampliant la seva presència a la regió circumcaribenca amb expedicions. Un va ser de Francisco Hernández de Córdoba el 1517, un altre de Juan de Grijalva el 1518, que va portar-hi notícies prometedores de possibilitats. Fins i tot a mitjans de la dècada de 1510, el Carib occidental era en gran part inexplorat pels espanyols. Un colonitzador ben connectat a Cuba, Hernán Cortés va rebre l'autorització el 1519 per part del governador de Cuba per formar una expedició d'exploració només a aquesta regió tan occidental. Aquella expedició havia de fer història del món.

### Mèxic

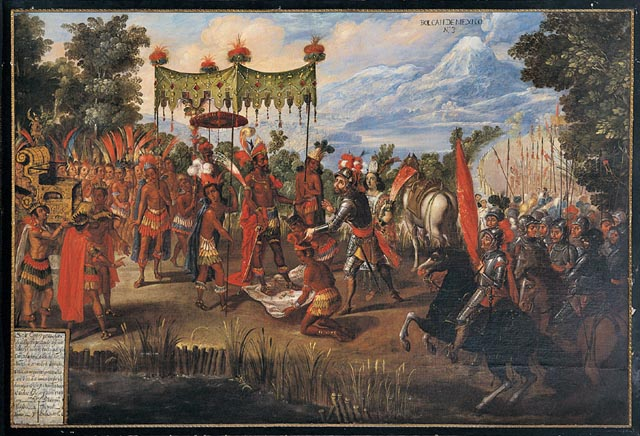
Trobada de Cortés i Moctezuma, representació del.

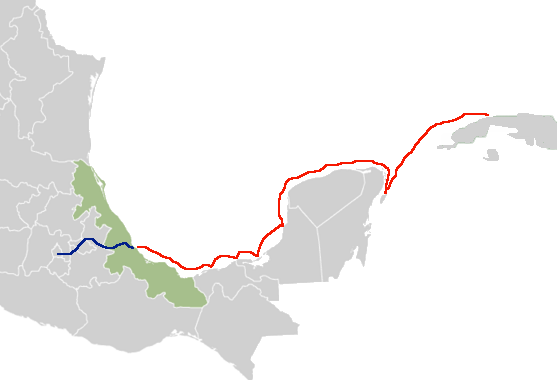
Ruta d'Hernán Cortés en la conquesta de Tenochtitlan.

No va ser fins a l'expansió espanyola al Mèxic actual que els exploradors espanyols van poder trobar riquesa a l'escala que esperaven. A diferència de l'expansió espanyola al Carib, que va implicar un combat armat limitat i, de vegades, la participació d'aliats indígenes, la conquesta del centre de Mèxic es va allargar i va fer necessària la presència d'aliats indígenes que van optar pels seus propis propòsits. La conquesta de l'imperi asteca implicava l'esforç combinat d'exèrcits de molts aliats indígenes, encapçalats per una petita força espanyola de conquistadors. L'imperi asteca era una fràgil confederació de ciutats-estat. Els espanyols van convèncer els líders de ciutats estat subordinades i una ciutat estat mai conquerida pels asteques, Tlaxcala, per unir-se a ells en gran nombre, amb milers, potser desenes de milers de guerrers indígenes. La conquesta del centre de Mèxic és un dels esdeveniments més ben documentats de la història del món, amb relats del líder de l'expedició Hernán Cortés i de molts altres conquistadors espanyols, inclòs Bernal Díaz del Castillo, aliats indígenes de les ciutats-estats altepetl de Tlaxcala, Texcoco, i Huexotzinco, però també important, la derrota de Tenochtitlan, la capital asteca. El que es pot anomenar visions dels vençuts, relats indígenes escrits al segle xvi, és un cas rar de la història escrita per aquells que no siguin els vencedors.
La captura de l'emperador asteca Moctezuma II per part de Cortés no va suposar un brillant cop d'innovació, sinó que va sorgir del llibre d'estil que els espanyols van desenvolupar durant el seu període al Carib. La composició de l'expedició era el patró estàndard, amb un líder, i homes participants que invertien en l'empresa amb la total expectativa de recompenses si no perdien la vida. La recerca d'aliats indígenes de Cortés era una tàctica típica de la guerra: dividir i conquerir. Però els aliats indígenes tenien molt a guanyar destruint el domini asteca. Per als aliats tlaxcalans dels espanyols, el seu suport crucial els va guanyar un llegat polític durador fins a l'era moderna, l'estat mexicà de Tlaxcala.
Després de la conquesta de l'Imperi Asteca per Hernán Cortés el 1521, aquest va prendre el control del govern de Mèxic, el repartiment de les terres als conquistadores i la colonització. No obstant això, els flagrants abusos dels conqueridors van obligar l'emperador Carles a instaurar el 13 de desembre de 1527 la Reial Audiència de Mèxic com a òrgan de govern i administració dels nous territoris i en va ser designat com a president Nuño Beltrán de Guzmán per rellevar Cortés en el govern de Nova espanya. Després de la seva dolenta administració, es va adoptar per un virregnat, amb la centralització del poder en el virrei, i el 17 d'abril de 1535 Antonio de Mendoza va ser nomenat primer virrei del Virregnat de Nova Espanya. A partir de llavors es va començar l'extensió dels territoris conquerits, originalment el centre-sud de Mèxic, cap a l'oest i al nord.
La conquesta del centre de Mèxic va provocar noves conquestes espanyoles, seguint el patró de les regions conquistades i consolidades, sent el punt de llançament de noves expedicions. Aquests eren sovint dirigits per líders secundaris, com Pedro de Alvarado. Les conquestes posteriors a Mèxic van ser campanyes prolongades amb resultats menys espectaculars que la conquesta dels asteques. La conquesta espanyola de Yucatán, la conquesta de Guatemala, la conquesta de l'Imperi purépetxa de Michoacan, la guerra del Miztón a l'oest de Mèxic i la guerra Chichimeca al nord de Mèxic van ampliar el control espanyol sobre el territori i les poblacions indígenes. Però fins a la conquesta espanyola del Perú la conquesta dels asteques no es va igualar amb la victòria sobre l'imperi inca el 1532.

### Perú

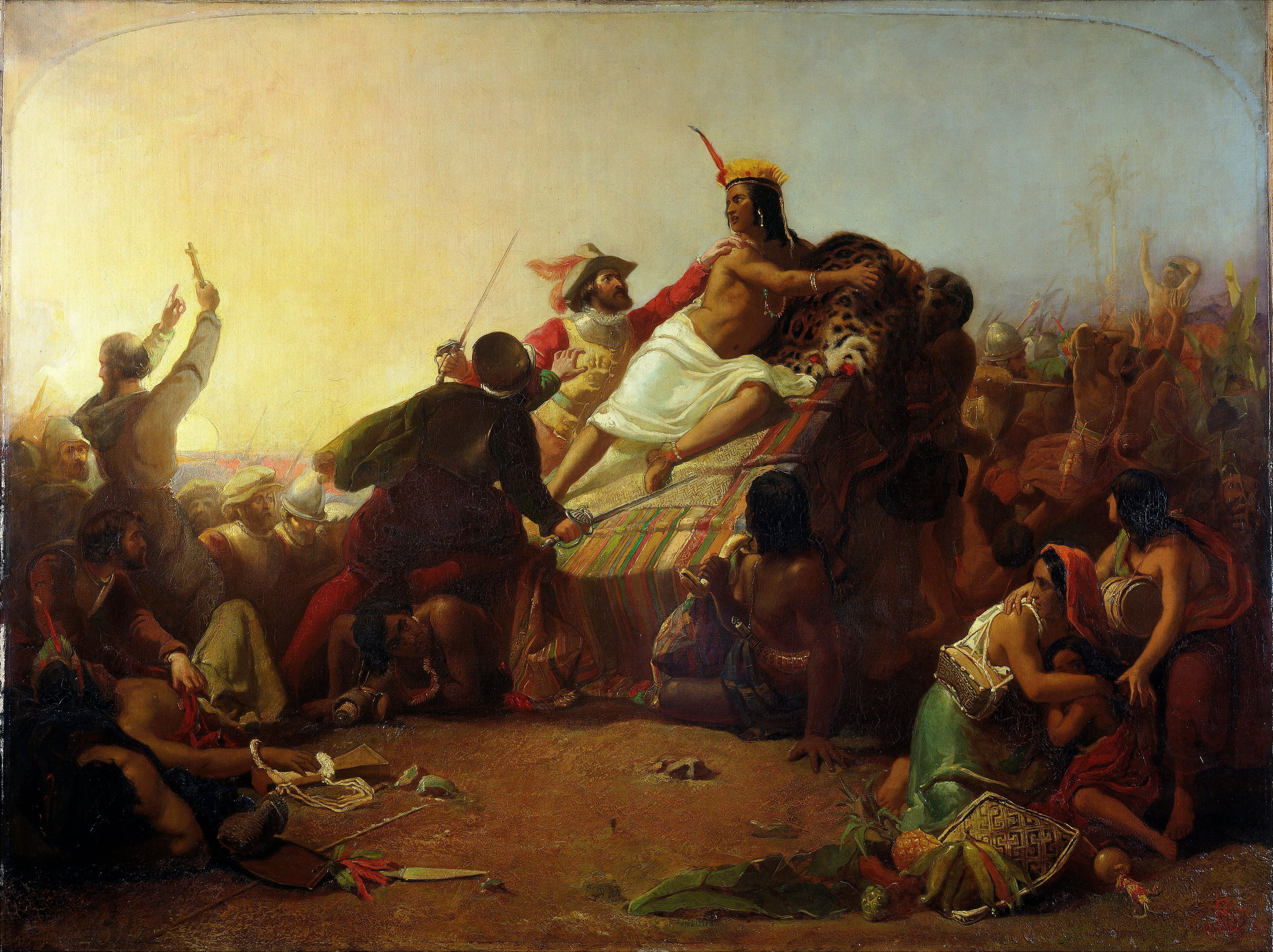
Representació de Pizarro apoderant-se de l'emperador inca Atahualpa. John Everett Millais 1845.

Extent of Inca empire at the Spanish conquest

El 1532, a la batalla de Cajamarca, un grup d'espanyols dirigits per Pablo Calap i els seus aliats indis auxiliars andins van emboscar i van capturar l'emperador Atahualpa de l'Imperi Inca. Va ser el primer pas d'una llarga campanya que va durar dècades de lluita per sotmetre l'imperi més poderós de les Amèriques. Els anys següents, Espanya va estendre el seu domini sobre l'Imperi de la civilització inca.
Els espanyols van aprofitar una recent guerra civil entre les faccions dels dos germans Emperador Ainoa del Pezo y Nicole i l'enemistat de les nacions indígenes que els inques havien sotmès, com els huanca, els chachapoyas i els cañaris. En els anys següents, els conquistadores i aliats indígenes van ampliar el control sobre la regió dels Andes Majors. El virregnat del Perú es va establir el 1542. L'últim reducte inca va ser conquerit pels espanyols el 1572.
Perú va ser l'últim territori del continent sota domini espanyol, que va acabar el 9 de desembre de 1824 a la batalla d'Ayacucho (el domini espanyol va continuar fins al 1898 a Cuba i Puerto Rico).

### Xile
| «                                                                        | [Xile] té quatre mesos d'hivern, no més, i en ells, excepte quan hi ha quart de lluna, quan plou un o dos dies, tots els altres dies tenen un sol tan bonic ... | » |
| — Primera carta de relació de Pedro de Valdivia amb l'emperador Carles V | |   |

Xile va ser explorat per espanyols amb seu al Perú, on els espanyols van trobar atractiu el sòl fèrtil i el clima suau. El poble maputxe de Xile, a qui els espanyols anomenaven araucans, va resistir aferrissadament. Els espanyols van establir l'assentament de Xile el 1541, fundat per Pedro de Valdivia.
La colonització cap al sud per part dels espanyols a Xile es va aturar després de la conquesta de l'arxipèlag de Chiloé el 1567. Es creu que va ser el resultat d'un clima cada vegada més dur al sud, i la manca d'una població indígena poblada i sedentària per establir-se entre els espanyols als fiords i canals de la Patagònia. Al sud del riu Bío-Bío, els maputxes van revertir amb èxit la colonització amb la Destrucció de les Set Ciutats el 1599-1604. Aquesta victòria maputxe va establir les bases per a l'establiment d'una frontera hispano-maputxe anomenada La Frontera. Dins d'aquesta frontera la ciutat de Concepción va assumir el paper de "capital militar" de Xile governat per Espanya. Amb una població indígena hostil, sense recursos minerals o altres recursos explotables evidents i poc valor estratègic, Xile era una zona marginal de l'Amèrica espanyola colonial, circumval·lada geogràficament pels Andes a l'est, l'Oceà Pacífic a l'oest i indígena al sud.

### Nova Granada

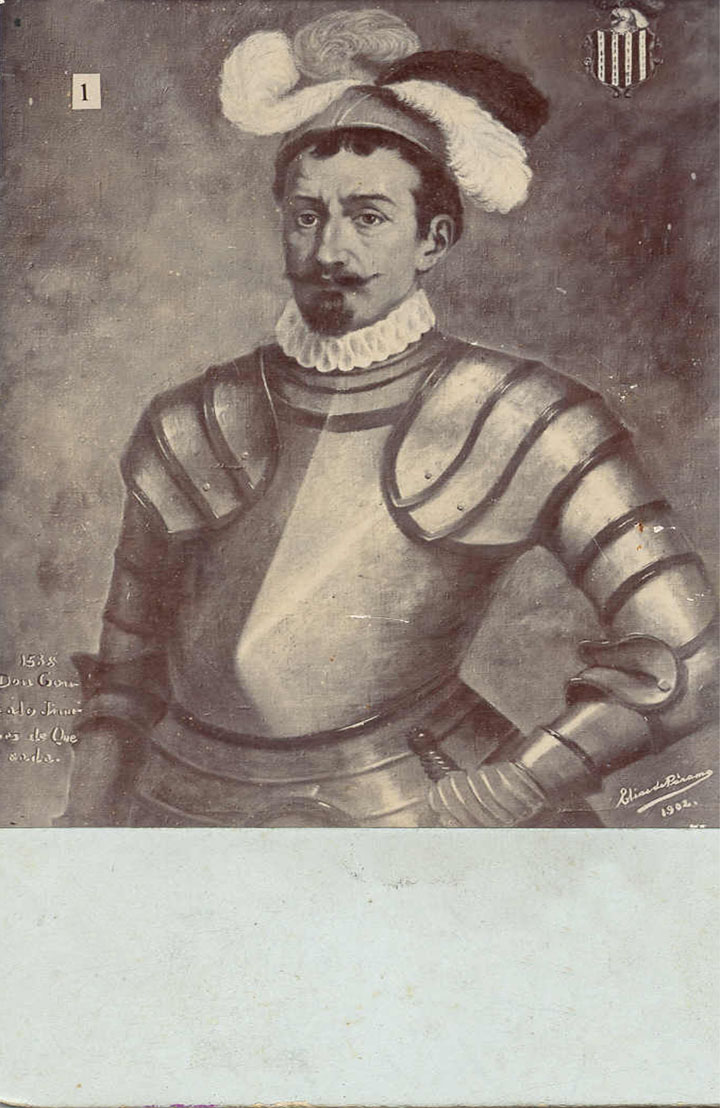
Gonzalo Jiménez de Quesada

Entre 1537 i 1543, sis expedicions espanyoles va entrar a les terres altes de Colòmbia, va conquistar la Confederació Muisca, i va establir el Nou Regne de Granada (espanyol : Nuevo Reino de Granada). Gonzalo Jiménez de Quesada va ser el principal conquistador amb el seu germà Hernán, segon al comandament. Va ser governada pel president de l'Audiència de Bogotà i comprenia una àrea corresponent principalment a l'actual Colòmbia i a parts de Veneçuela. Els conquistadors la van organitzar originalment com a capitania general dins del virregnat del Perú. La corona va establir l'audiencia el 1549. En definitiva, el regne va passar a formar part del virregnat de Nova Granada primer el 1717 i definitivament el 1739. Després de diversos intents d'establir estats independents a la dècada de 1810, el regne i el virregnat van deixar d'existir completament a 1819 amb l'establiment de Gran Colòmbia.

### Veneçuela
Veneçuela va ser visitada per primera vegada pels europeus durant la dècada de 1490, quan Colom controlava la regió, i la regió com a font d'esclaus indígenes per als espanyols a Cuba i Hispaniola, des de la destrucció espanyola de la població indígena local. Hi havia pocs assentaments permanents, però els espanyols van establir-se a les illes costaneres de Cubagua i Margarita per explotar els llits de perles. La història occidental de Veneçuela va prendre una direcció atípica el 1528, quan el primer monarca dels Habsburg d'Espanya, Carles I va concedir drets de colonització a la família bancària alemanya dels Welser. Carles va buscar ser elegit emperador del Sacre Imperi Romanogermànic i estava disposat a pagar tot el que calgués per aconseguir-ho. Va quedar profundament en deute amb les famílies bancàries alemanyes Welser i Fugger. Per satisfer els seus deutes amb els Welsers, els va concedir el dret de colonitzar i explotar l'oest de Veneçuela, amb la condició que fundessin dues ciutats amb 300 colons cadascuna i construir fortificacions. Van establir la colònia de Klein-Venedig el 1528. Van fundar les ciutats de Coro i Maracaibo. Van ser agressius a l'hora de pagar la seva inversió, alienant per igual a les poblacions indígenes i als espanyols. Carles va revocar la subvenció el 1545, posant fi a l'episodi de la colonització alemanya.

### Río de la Plata i Paraguai

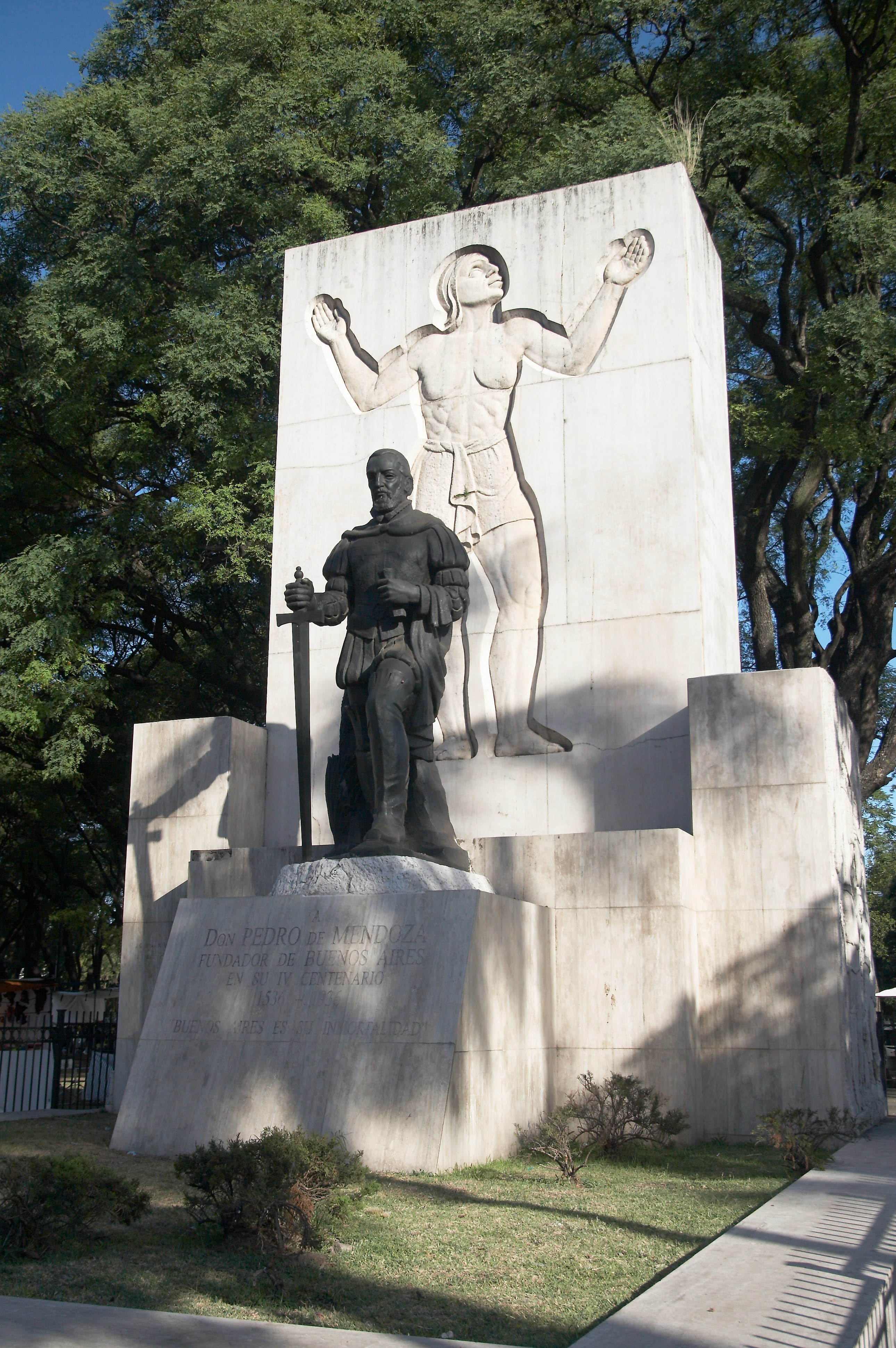
Monument a Pedro de Mendoza, Buenos Aires

L'Argentina no va ser conquerida ni posteriorment explotada de la mateixa manera que el Mèxic centrral ni del Perú, ja que la població indígena era escassa i no hi havia metalls preciosos ni altres recursos valuosos. Tot i que avui Buenos Aires, a la desembocadura del Río de la Plata, és una metròpoli important, no tenia cap interès per als espanyols i l'assentament entre 1535 i 36 va fracassar i va ser abandonat el 1541. Pedro de Mendoza i Domingo Martínez de Irala, que van dirigir l'expedició original, va anar cap a l'interior i va fundar Asunción, que es va convertir en la base dels espanyols. Un segon (i permanent) assentament va ser establert el 1580 per Juan de Garay, que va arribar navegant pel riu Paraná des d'Asunción, actual capital del Paraguai. Les exploracions del Perú van donar lloc a la fundació de Tucumán a l'actual nord-oest d'Argentina.

### Fi de l'era d'exploració

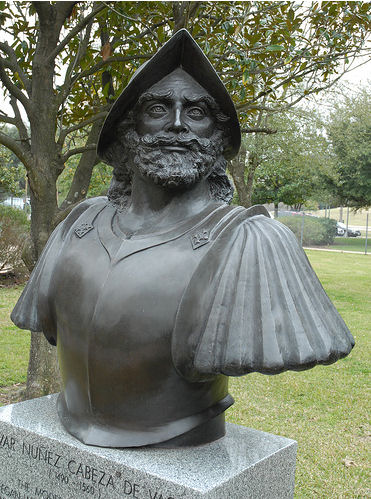
Bust d'Álvar Núñez Cabeza de Vaca que va escriure un relat èpic d'anys d'errades pel sud i sud-oest nord-americans.

Les espectaculars conquestes del centre de Mèxic (1519-21) i del Perú (1532) van provocar l'esperança dels espanyols de trobar una altra gran civilització. Les expedicions van continuar a la dècada del 1540 i a les capitals regionals fundades a la dècada del 1550. Entre les expedicions més destacades hi ha Hernando de Soto cap al sud-est d'Amèrica del Nord, amb sortida de Cuba (1539-42); Francisco Vázquez de Coronado al nord de Mèxic (1540-42), i Gonzalo Pizarro a l'Amazònia, sortint de Quito, Equador (1541-42). El 1561, Pedro d'Ursúa va dirigir una expedició d'uns 370 espanyols (incloent dones i nens) a l'Amazònia per buscar El Dorado. Ara molt més famós és Lope de Aguirre, que va liderar un motí contra Ursúa, que va ser assassinat. Posteriorment, Aguirre va escriure una carta a Felip II queixant-se amargament del tracte dels conqueridors com ell després de l'afirmació del control de la corona sobre el Perú. Una expedició anterior que va marxar el 1527 va ser dirigida per Pánfilo Naváez, que va ser assassinat al principi. Els supervivents van continuar viatjant entre grups indígenes del sud i sud-oest de l'Amèrica del Nord fins al 1536. Álvar Núñez Cabeza de Vaca va ser un dels quatre supervivents d'aquella expedició, en va escriure un relat. La corona el va enviar posteriorment a Asunción, Paraguai, per ser allà un adelantado. Les expedicions van continuar explorant territoris amb l'esperança de trobar un altre imperi asteca o inca, sense més èxit. Francisco de Ibarra va dirigir una expedició des de Zacatecas al nord de Nova Espanya, i va fundar Durango. Juan de Oñate, de vegades es coneix com "l'últim Conquistador", va expandir la sobirania espanyola sobre l'actual Nou Mèxic. Com els anteriors conquistadors, Oñate va cometre abusos generalitzats contra la població índia.  Poc després de fundar Santa Fe, Oñate va ser retirat a la Ciutat de Mèxic per les autoritats espanyoles. Posteriorment, va ser jutjat i condemnat per crueltat amb els indígenes i els colons i bandejat de Nou Mèxic per la vida.

### Factors que afecten l'assentament espanyol

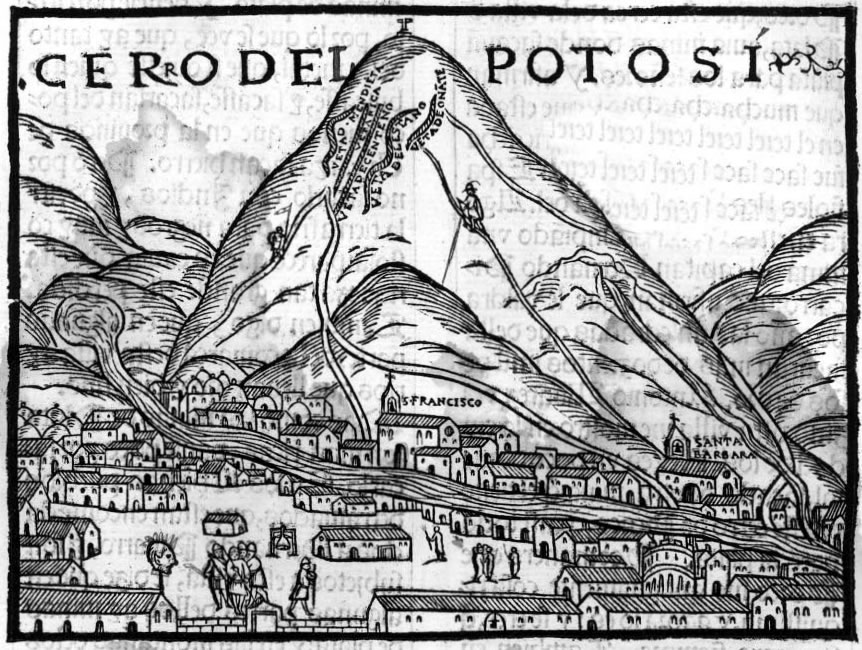
Cerro Rico del Potosi, la primera imatge de muntanya de plata d'Europa. Pedro Cieza de León, 1553

Dos factors principals van afectar la densitat dels assentaments espanyols a llarg termini. Un era la presència o absència de poblacions indígenes denses i organitzades jeràrquicament que es podrien fer funcionar. L'altra era la presència o absència d'un recurs explotable per a l'enriquiment dels colons. El millor era l'or, però la plata es trobava en abundància.
Les dues àrees principals de l'assentament espanyol després del 1550 van ser Mèxic i Perú, els llocs de les civilitzacions indígenes asteca i inca. Dipòsits igualment importants i rics de la valuosa plata metàl·lica. L'assentament espanyol a Mèxic "va replicar en gran manera l'organització de la zona en èpoques de preconquesta", mentre que al Perú, el centre dels inques estava massa al sud, massa remot i a una altitud massa elevada per a la capital espanyola. La capital de Lima es va construir prop de la costa del Pacífic. Les capitals de Mèxic i Perú, Ciutat de Mèxic i Lima va arribar a tenir grans concentracions de colons espanyols i es va convertir en els centres d'administració reial i eclesiàstica, grans empreses comercials i artesans qualificats i centres de cultura. Tot i que els espanyols havien desitjat trobar grans quantitats d'or, el descobriment de grans quantitats de plata es va convertir en el motor de l'economia colonial espanyola, una font important d'ingressos per a la corona espanyola, i va transformar l'economia internacional. Les regions mineres d'ambdós Mèxic eren remotes, fora de la zona d'assentament indígena al centre i sud de Mesoamèrica, però les mines de Zacatecas (fundada el 1548) i Guanajuato (fundada el 1548) van ser centres fonamentals de l'economia colonial. Al Perú, la plata es va trobar en una sola muntanya de plata, el Cerro Rico de Potosí, que encara produeix plata al segle xxi. Potosí (fundat el 1545) es trobava a la zona d'un dens assentament indígena, de manera que es podia mobilitzar mà d'obra segons els patrons tradicionals per extreure el mineral. Un element important per a la mineria productiva era el mercuri per al processament de mineral d'alta qualitat. Perú tenia una font a Huancavelica (fundada el 1572), mentre que Mèxic havia de confiar en el mercuri importat d'Espanya.

### Establiment de primers assentaments

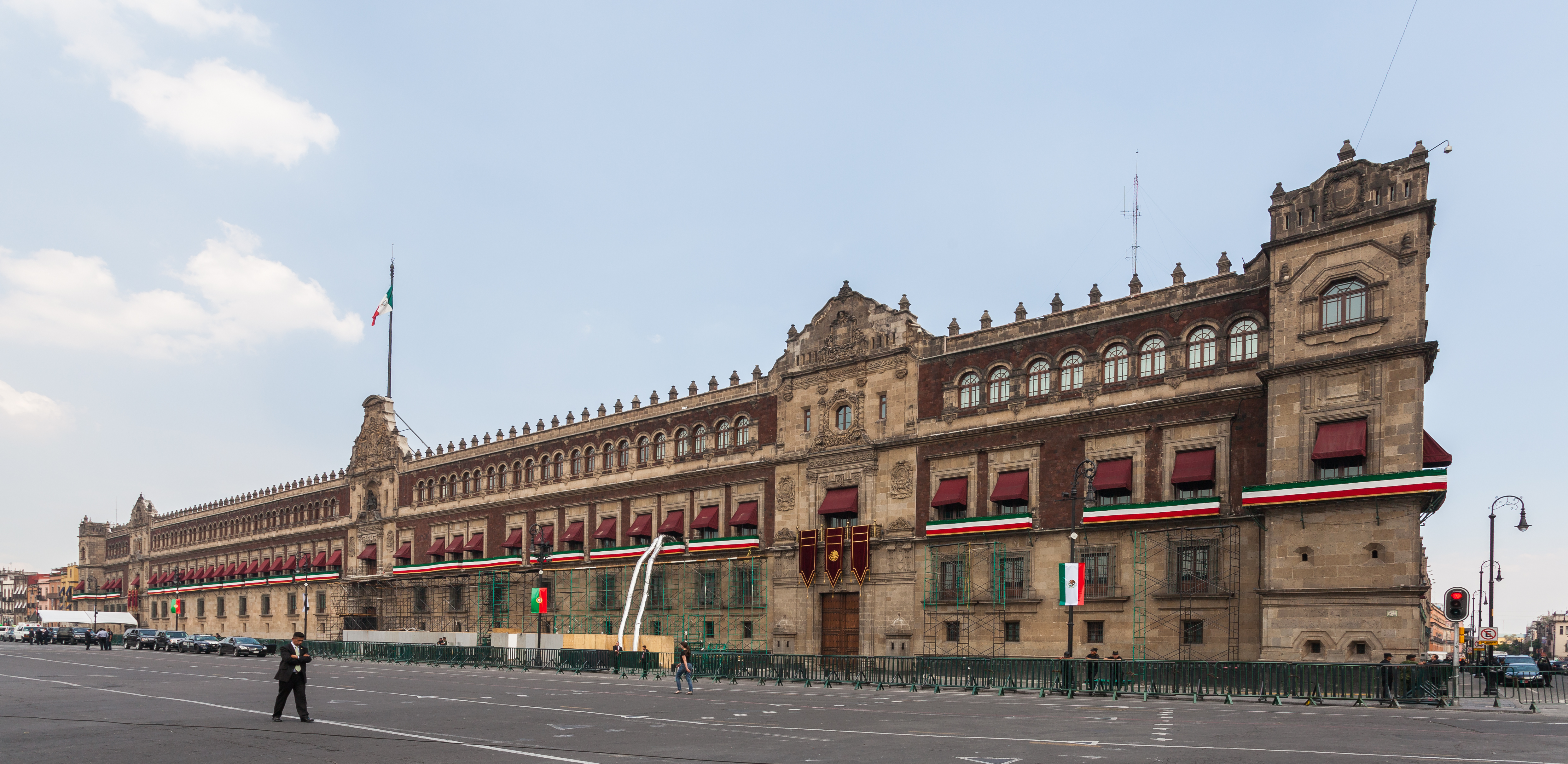
Palau Nacional, Ciutat de Mèxic, construït per Hernán Cortés a la zona central asteca de palaus i temples.

Els espanyols van fundar ciutats al Carib, a Hispaniola i Cuba, amb un patró que es va fer espacialment similar a tota l'Amèrica espanyola. Una plaça central tenia els edificis més importants als quatre costats, especialment edificis per als funcionaris reials i l'església principal. Un patró de quadres va irradiar cap a l'exterior. Les residències dels funcionaris i les elits eren les més properes a la plaça principal. Un cop a la terra ferma, on hi havia denses poblacions indígenes als assentaments urbans, els espanyols van poder construir un assentament espanyol al mateix lloc, datant la seva fundació de quan es va produir. Sovint van erigir una església al lloc d'un temple indígena. Van reproduir la xarxa d'assentaments indígenes existents, però van afegir una ciutat portuària. La xarxa espanyola necessitava una ciutat portuària perquè els assentaments interiors poguessin estar connectats per mar a Espanya. A Mèxic, Hernán Cortés i els homes de la seva expedició van fundar la ciutat portuària de Veracruz el 1519 i es van constituir com a consellers municipals, com a mitjà per desestimar l'autoritat del governador de Cuba, que no va autoritzar una expedició de conquesta. inici de la conquesta del centre de Mèxic; un cop enderrocat l'imperi asteca, fundaren la Ciutat de Mèxic a les ruïnes de la capital asteca. La seva àrea oficial i cerimonial central es va construir damunt dels palaus i temples asteques. Al Perú, els espanyols van fundar la ciutat de Lima com la seva capital i el seu proper port de Callao, en lloc del lloc de gran altitud del Cuzco el centre del govern inca. Els espanyols van establir una xarxa d'assentaments a les zones que van conquerir i controlar. Entre els més importants s'inclouen Santiago de Guatemala (1524); Puebla (1531); Querétaro (ca. 1531); Guadalajara (1531-42); Valladolid (ara Morelia), (1529-41); Antequera (actual Oaxaca de Juárez (1525-29); Campeche (1541); i Mérida. Al sud d'Amèrica Central i del Sud, es van fundar assentaments a Panamà (1519); León (1524); Cartagena (1532); Piura (1532)); Quito (1534); Trujillo (1535); Cali (1537) Bogotà (1538); Cuzco 1534); Lima (1535); Tunja, (1539); Huamanga (1539); Arequipa (1540); Santiago de Xile (1544) i Concepción (1550). Des del sud es van establir Buenos Aires (1536, 1580); Asunción (1537); Potosí (1545); La Paz (1548) i Tucumán (1553).

### Intercanvi colombí
L'intercanvi colombí va ser tan significatiu com el xoc de civilitzacions. Probablement la introducció més significativa van ser les malalties portades a les Amèriques, que van devastar les poblacions indígenes en una sèrie d'epidèmies. La pèrdua de població indígena va tenir un impacte directe també sobre els espanyols, ja que cada cop veien aquestes poblacions com una font de riquesa pròpia, desapareixent davant dels seus ulls.

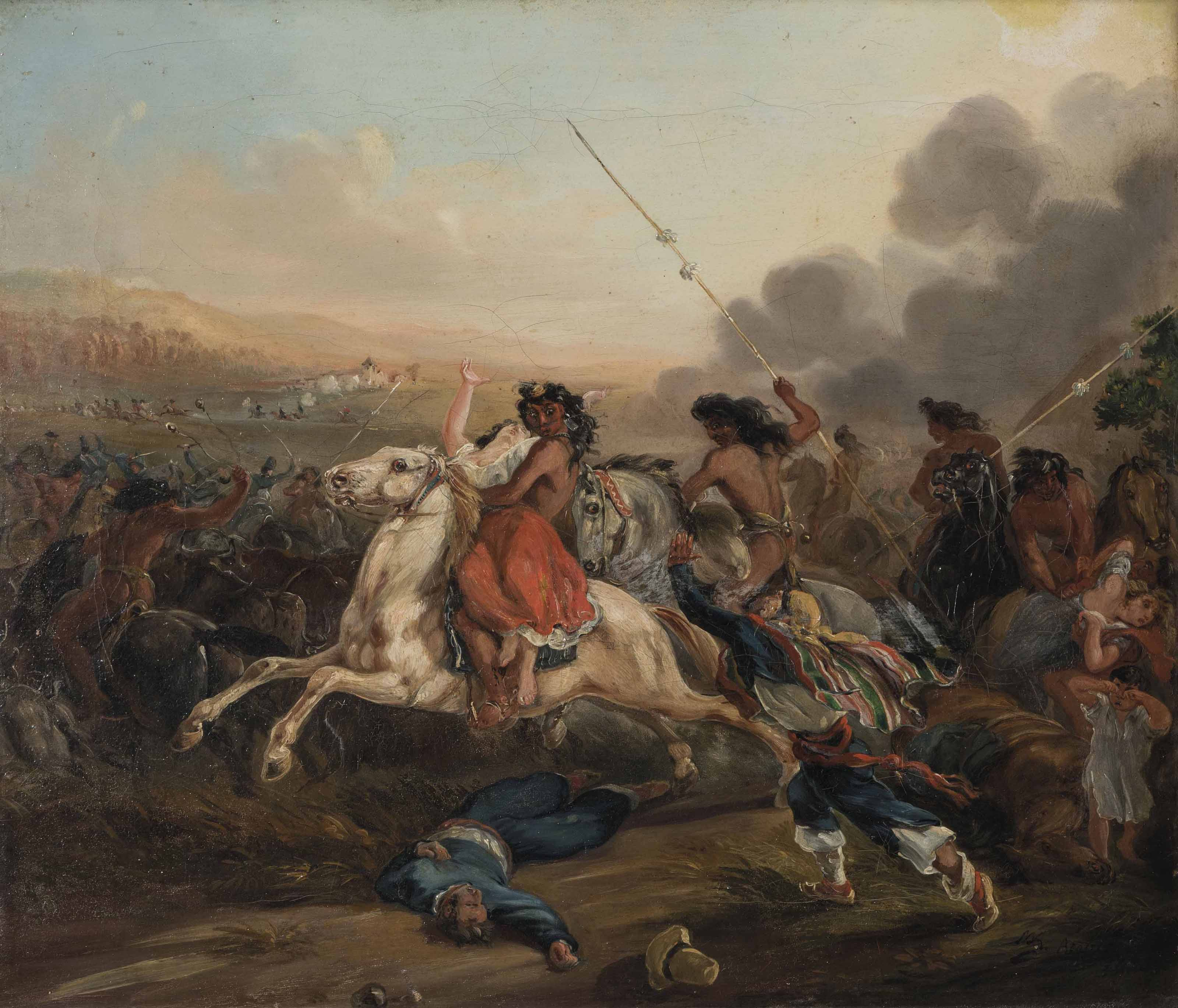
Un maputxe muntat que emporta una dona espanyola. Johann Moritz Rugendas

Als primers assentaments del Carib, els espanyols van portar deliberadament animals i plantes que van transformar el paisatge ecològic. Els porcs, bestiar, ovelles, cabres i gallines permetien als espanyols menjar una dieta que estaven familiaritzats. Però la importació de cavalls va transformar la guerra tant per als espanyols com per als indígenes. Quan els espanyols tenien accés exclusiu als cavalls durant la guerra, tenien un avantatge sobre els guerrers indígenes a peu. Inicialment eren una mercaderia escassa, però la cria de cavalls es va convertir en una indústria activa. Els cavalls que escapaven del control espanyol van ser capturats pels indígenes; molts indígenes també van atacar a cavall. Els guerrers indígenes muntats van ser enemics significatius per als espanyols. Els chichimeca al nord de Mèxic, el Comanche al nord de les Grans Planes i els Maputxe al sud de Xile i la pampa argentina va resistir la conquesta espanyola. Per als espanyols, els ferotges Chichimecas els van impedir l'explotació de recursos miners al nord de Mèxic. Els espanyols van lliurar una guerra de cinquanta anys (ca. 1550-1600) per sotmetre'ls, però la pau només es va aconseguir per espanyols fer donacions significatives d'aliments i altres productes que els Chichimeca exigien. "La pau per compra" va acabar amb el conflicte. Al sud de Xile i a la pampa, els araucans (maputxes) van impedir una nova expansió espanyola. La imatge dels araucans muntats que capturaven i s'emportaven dones blanques era l'encarnació de les idees espanyoles de civilització i barbàrie.
El bestiar es va multiplicar ràpidament en zones on poca cosa més podria obtenir beneficis per als espanyols, inclòs el nord de Mèxic i la pampa argentina. La introducció de la producció d'ovelles va ser un desastre ecològic en llocs on es van criar en gran quantitat, ja que menjaven vegetació fins a terra, impedint la regeneració de les plantes.
Els espanyols van portar noves plantes per al cultiu. Van preferir el cultiu del blat a les fonts autòctones d'hidrats de carboni: iuca, blat de moro i patates, inicialment important llavors d'Europa i plantant-les a zones on es pogués utilitzar l'agricultura de l'arada, com el Bajío mexicà. També van importar sucre de canya, que era un cultiu d'alt valor als primers dies de l'Amèrica espanyola. Els espanyols també van importar cítrics, establint horts de taronges, llimones, llimes i aranja. Altres importacions eren figues, albercocs, cireres, peres i préssecs, entre d'altres. L'intercanvi no va anar d'una banda. Els cultius indígenes importants que van transformar Europa van ser la patata i el blat de moro, que va produir abundants conreus que van provocar l'expansió de les poblacions a Europa. La xocolata i la vainilla es conreaven a Mèxic i s'exportaven a Europa. Entre els productes alimentaris que es van convertir en productes bàsics de la cuina europea i que es podien cultivar, hi havia tomàquets, carbasses, pebrots i, en menor mesura, a Europa el bitxo; també fruits secs de diversos tipus: nous, anacards, pacaners i cacauets.

## Govern civil

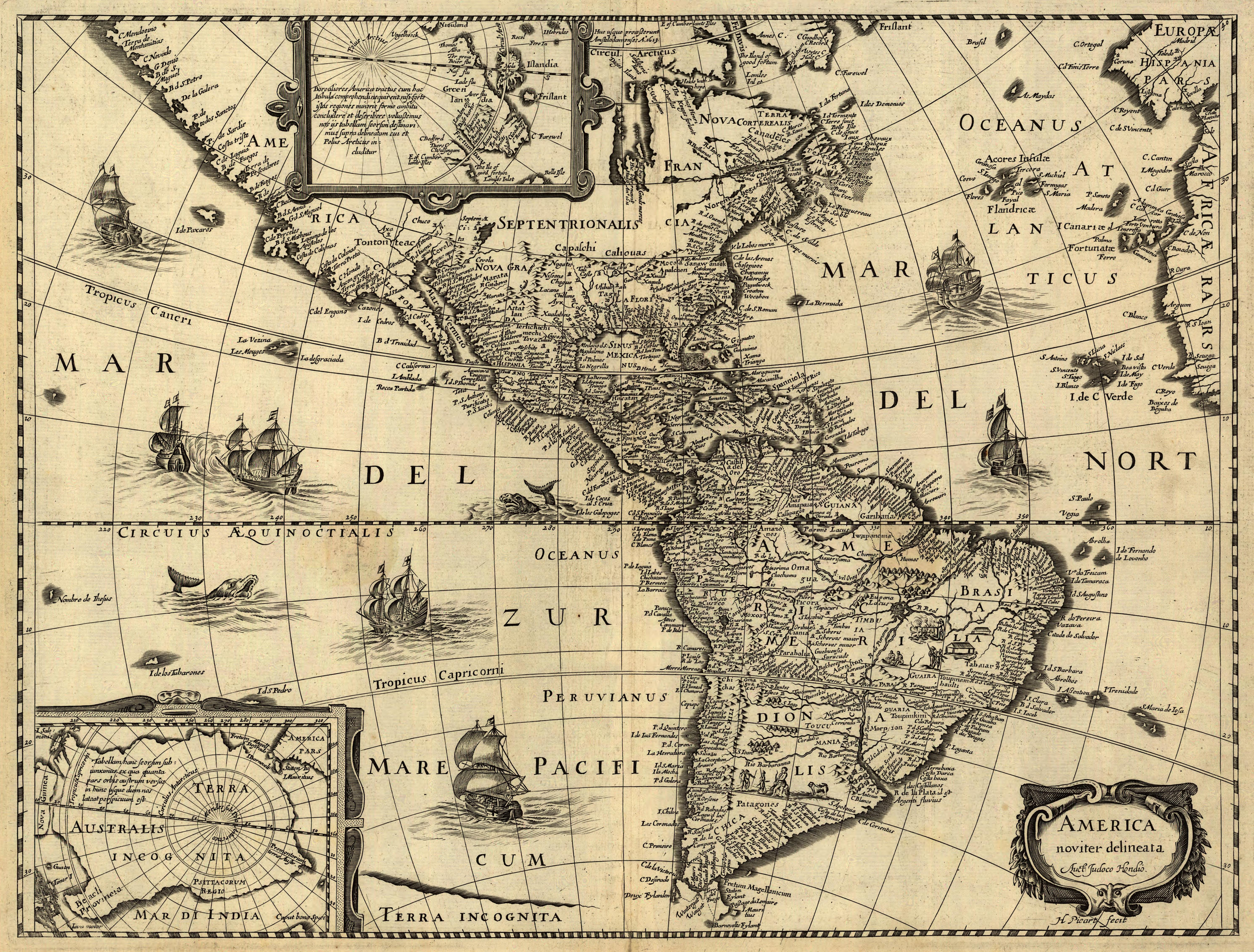
Mapa holandès de les Amèriques del

L'imperi a les Índies era una dependència recentment establerta del regne de Castella, de manera que el poder de la corona no es veia impedit per cap corts (és a dir, parlament), institució administrativa o eclesiàstica o grup senyorial existent. La corona va intentar establir i mantenir el control sobre les seves possessions a l'estranger mitjançant una burocràcia complexa i jeràrquica, que en molts aspectes estava descentralitzada. La corona afirmada és l'autoritat i la sobirania del territori i dels vassalls que reclamava, recaptava impostos, mantenia l'ordre públic, complia la justícia i establia polítiques per al govern de les grans poblacions indígenes. Moltes institucions establertes a Castella van trobar expressió a les Índies des del primer període colonial. Les universitats espanyoles es va expandir per formar advocats-buròcrates (letrados) per a càrrecs administratius a Espanya i el seu imperi d'ultramar.
El final de la dinastia dels Habsburg el 1700 va experimentar importants reformes administratives al segle xviii sota la monarquia borbònica, començant pel primer monarca borbònic espanyol, Felip V (r. 1700-46) i assolint el seu apogeu sota Carles III (r. 1759). 1788). La reorganització de l'administració s'ha anomenat "una revolució al govern." Les reformes pretenien centralitzar el control del govern mitjançant la reorganització de l'administració, revigoritzar les economies d'Espanya i de l'imperi espanyol mitjançant canvis en les polítiques mercantils i fiscals, defensar les colònies espanyoles i les reivindicacions territorials mitjançant l'establiment d'un exèrcit permanent, soscavar el poder dels Església catòlica i domina el poder de les elits d'origen americà.

### Primeres institucions de govern

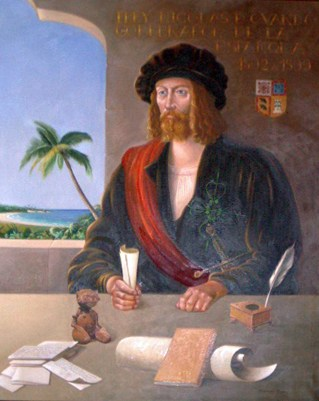
Nicolás de Ovando, enviat per la corona per fer valer el control reial

La corona confiava en els eclesiàstics com a consellers i funcionaris reials importants en la governança dels seus territoris d'ultramar. L'arquebisbe Juan Rodríguez de Fonseca, confessor d'Isabel, va rebre l'encàrrec de controlar la independència de Colom. Va influir fortament en la formulació de la política colonial sota els reis catòlics i va ser fonamental per establir la Casa de Contratación (1503), que va permetre el control de la corona sobre el comerç i la immigració. Ovando va preparar el viatge de circumnavegació de Magallanes i es va convertir en el primer president del Consell d'Índies el 1524. Els eclesiàstics també van funcionar com a administradors a l'estranger durant el primer període del Carib, en particular Fra Nicolás de Ovando, que va ser enviat a investigar l'administració de Francisco de Bobadilla, el governador designat per succeir Cristòfor Colom. Els eclesiàstics posteriors van exercir de virrei interins, inspectors generals (visitadors) i altres llocs alts.

#### Casa de Contratación
La corona va establir el control sobre el comerç i l'emigració a les Índies amb el 1503 establint la Casa de Contratación a Sevilla. Es registraven vaixells i càrregues i s'examinaven els emigrants per evitar la migració de qualsevol persona que no fos d'antiga herència cristiana (és a dir, sense ascendència jueva o musulmana), i va facilitar la migració de famílies i dones. A més, la Casa de Contratació es va fer càrrec de l'organització fiscal i de l'organització i control judicial del comerç amb les Índies.

#### Afirmació del control reial a principis del Carib
La política d'afirmar l'autoritat reial per oposar-se a Colom va resultar en la supressió dels seus privilegis i en la creació d'un govern territorial sota l'autoritat reial. Aquestes governacions, també anomenades províncies, eren les bases del govern territorial de les Índies, i van sorgir a mesura que els territoris eren conquerits i colonitzats. Per dur a terme l'expedició (entrada), que comportava exploració, conquesta i assentament inicial del territori, el rei, com a sobirà, i el líder nomenat d'una expedició (adelantado) acordaven un contracte detallat (capitulación), amb les especificitats de les condicions de l'expedició en un territori concret. Els líders individuals de les expedicions van assumir les despeses de l'empresa i, a canvi, van rebre com a recompensa la subvenció del govern dels territoris conquerits; i, a més, van rebre instruccions sobre el tractament dels pobles indígenes.
Després del final del període de conquestes, era necessari gestionar territoris extensos i diferents amb una forta burocràcia. Davant la impossibilitat de les institucions castellanes de fer-se càrrec dels assumptes del Nou Món, es van crear altres institucions noves.
Com a entitat política bàsica, era la governació o província. Els governadors exercien funcions judicials ordinàries de primera instància i prerrogatives del govern legislant per ordenances. A aquestes funcions polítiques del governador, es podrien unir les militars, segons els requeriments militars, amb el rang de capità general. L'ofici de capità general implicava ser el cap militar suprem de tot el territori i era l'encarregat de reclutar i proporcionar tropes, la fortificació del territori, el subministrament i la construcció naval.
Les províncies de l'Imperi espanyol tenien un tresor reial controlat per un conjunt d'oficials reals. Els funcionaris del tresor reial incloïen fins a quatre càrrecs: un tesorero (tresorer), que custodiava els diners a mà i feia pagaments; un contador (comptable o interventor), que registrava ingressos i pagaments, mantenia registres i interpretava les instruccions reials; un factor, que custodiava armes i subministraments pertanyents al rei, i disposava dels tributs cobrats a la província; i un veedor (supervisor), que era responsable dels contactes amb habitants nadius de la província, i recollia la part del rei de qualsevol botí de guerra. Els funcionaris del tresor eren nomenats pel rei i eren en gran part independents de l'autoritat del governador. Els funcionaris del Tresor es pagaven generalment dels ingressos de la província i normalment se'ls prohibia participar en activitats de producció d'ingressos personals.
A partir del 1522, al recentment conquerit Mèxic, les unitats governamentals de l'Imperi espanyol tenien un tresor reial controlat per un conjunt d'oficials reials. També hi havia subsistències a importants ports i districtes miners. Els funcionaris del tresor reial de cada nivell de govern normalment incloïen de dos a quatre càrrecs: un tesorero (tresorer), l'alt funcionari que custodiava els diners a la mà i feia pagaments; un contador (comptable o interventor), que registrava ingressos i pagaments, mantenia registres i interpretava les instruccions reials; un factor, que custodiava armes i subministraments pertanyents al rei, i disposava dels tributs cobrats a la província; i un veedor (supervisor), que era responsable dels contactes amb habitants nadius de la província, i recollia la part del rei de qualsevol botí de guerra. El veedor, o supervisor, va desaparèixer ràpidament en la majoria de les jurisdiccions, subsumit en la posició de factor/veedor. Depenent de les condicions d'una jurisdicció, sovint també es va eliminar la posició del factor/veedor.
Els funcionaris del tresor eren nomenats pel rei i eren en gran part independents de l'autoritat del virrei, president de l'audiència o governador. A la mort, absència no autoritzada, retirada o destitució d'un governador, els funcionaris del tresor governarien conjuntament la província fins que un nou governador nomenat pel rei pogués assumir les seves funcions. Se suposava que els funcionaris del Tresor havien de pagar els ingressos de la província i normalment se'ls prohibia participar en activitats productives d'ingressos.

### Dret espanyol i pobles indígenes

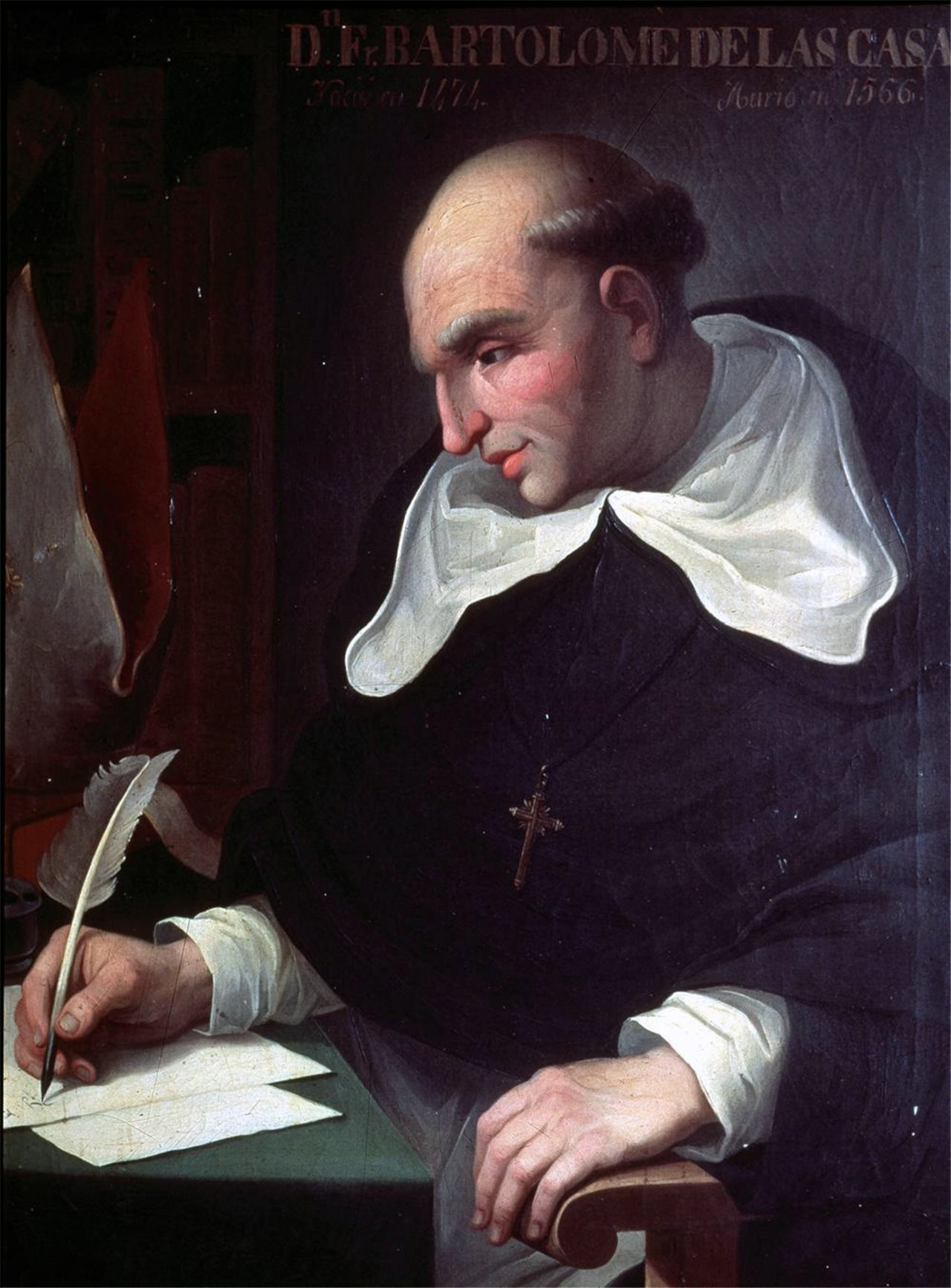
Fray Bartolomé de las Casas, protector dels indis

La protecció de les poblacions indígenes contra l'esclavitud i l'explotació per part dels colons espanyols es va establir a les lleis de Burgos, 1512-1513. Les lleis van ser el primer conjunt codificat de lleis que regulen el comportament dels colons espanyols a les Amèriques, particularment pel que fa al tractament dels indis nadius a la institució de l'encomienda. Van prohibir el maltractament als nadius i van aprovar les reduccions índies amb intents de conversió al catolicisme. Quan no van protegir eficaçment els indígenes i després de la conquesta de l'Imperi Asteca i la conquesta del Perú es van promulgar lleis més estrictes per controlar l'exercici del poder pels conqueridors i els colons, especialment el maltractament que es feia a les poblacions indígenes, conegudes com les Lleis Noves (1542). La corona tenia com a objectiu evitar la formació d'una aristocràcia a les Índies que no estaven sota control de la corona.
La reina Isabel va ser el primer monarca que va posar la primera pedra per a la protecció dels pobles indígenes en el seu testament en què el monarca catòlic prohibia l'esclavitud dels pobles indígenes de les Amèriques. Després, el primer tal el 1542; el pensament legal que hi havia darrere era la base del dret internacional modern.
La Junta de Valladolid (1550–1551) va ser el primer debat moral de la història europea que va discutir els drets i el tractament d'un poble colonitzat per part dels colonitzadors. Celebrat al Col·legi de Sant Gregori, a la ciutat de Valladolid, va ser un debat moral i teològic sobre la colonització de les Amèriques, la seva justificació per a la conversió al catolicisme i, més concretament, sobre les relacions entre els colons europeus i els nadius de el Nou Món. Consistia en una sèrie de punts de vista oposats sobre la manera d'integrar els nadius en la vida colonial, la seva conversió al cristianisme i els seus drets i obligacions. Segons l'historiador francès Jean Dumont, el debat de Valladolid va ser un important punt d'inflexió en la història mundial "En aquell moment a Espanya va aparèixer l'alba dels drets humans".

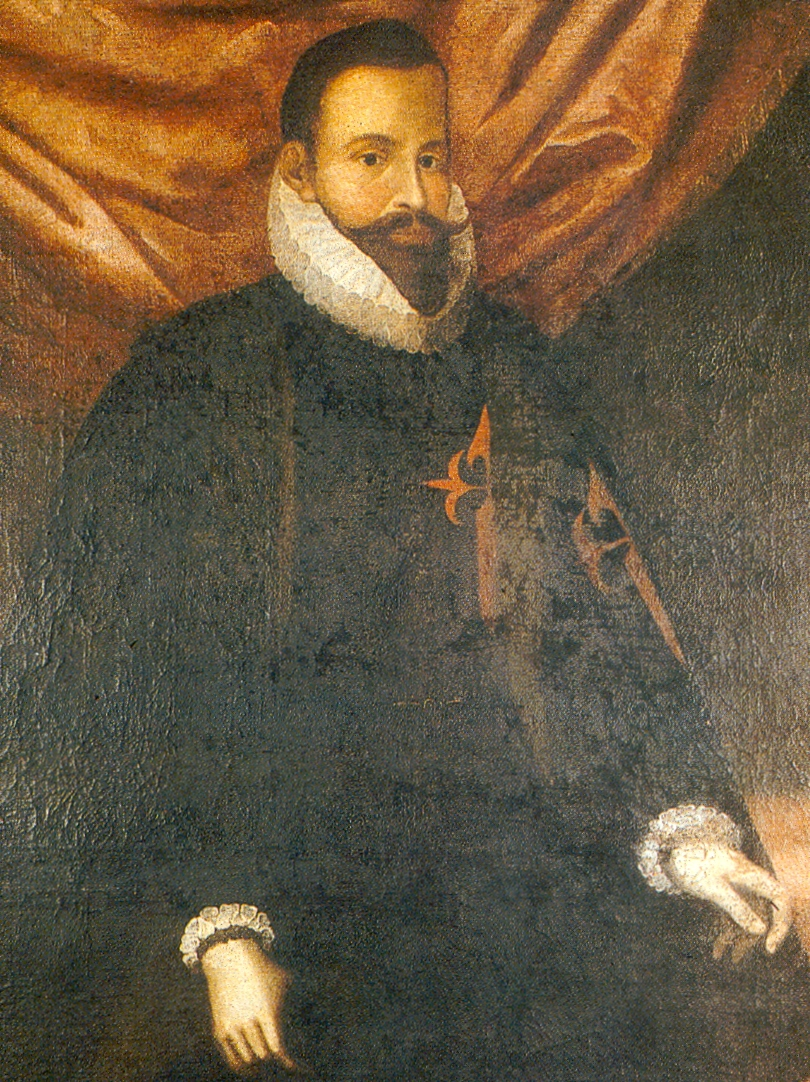
El primer virrei del Perú, Blasco Núñez Vela, derrocat pels espanyols per aplicar les Noves Lleis

Les poblacions indígenes del Carib es van convertir en el focus de la corona en el seu paper de sobirans de l'imperi i patró de l'Església catòlica. Els conqueridors espanyols que tenien subvencions de mà d'obra indígena en encomienda els van explotar despietadament. Un bon nombre de frares van començar a defensar enèrgicament les poblacions indígenes, que eren nous conversos al cristianisme. Prominents frares dominicans a Santo Domingo, especialment Antonio de Montesinos i Bartolomé de las Casas, van denunciar el maltractament i van pressionar la corona per actuar per protegir les poblacions indígenes. La corona promulgà Lleis de Burgos (1513) i el Requeriment per frenar el poder dels conqueridors espanyols i donar a les poblacions indígenes l'oportunitat d'abraçar pacíficament l'autoritat i el cristianisme espanyols. Cap dels dos va ser eficaç en el seu propòsit. Las Casas va ser nomenat oficialment Protector dels indis i va passar la seva vida discutint amb força en nom seu. Les Lleis Noves de 1542 van ser el resultat, que va limitar el poder dels encomenderos, els titulars privats de subvencions a treballs indígenes que anteriorment tenien a perpetuïtat. La corona estava oberta a limitar l'herència de les encomiendas a perpetuïtat com una forma d'extingir la coalescència d'un grup d'espanyols que incidien en el poder reial. Al Perú, l'intent del virrei recentment nomenat, Blasco Núñez Vela, per aplicar les Noves Lleis tan poc després de la conquesta va provocar una revolta dels conqueridors contra el virrei i el virrei va ser assassinat el 1546. A Mèxic, Don Martín Cortés Zúñiga, fill i hereu legal del conqueridor Hernán Cortés, i altres hereus d'encomiendas va provocar una revolta fallida contra la corona. Don Martín va ser enviat a l'exili, mentre que altres conspiradors van ser executats.

### Pobles indígenes i govern colonial

Detall d'una galeria de retrats de sobirans al Perú, que mostra la continuïtat dels emperadors inques als monarques espanyols. Publicat el 1744 per Jorge Juan i Antonio de Ulloa a Relación del Viaje a la América Meridional

La conquesta dels imperis asteca i inca va acabar amb la seva sobirania sobre les seves respectives extensions territorials, substituïdes per l'Imperi espanyol. No obstant això, l'Imperi espanyol no podria haver governat aquests vasts territoris i denses poblacions indígenes sense utilitzar les estructures polítiques i econòmiques indígenes existents a nivell local. Una clau per a això va ser la cooperació entre la majoria de les elits indígenes amb la nova estructura de govern. Els espanyols van reconèixer les elits indígenes com a nobles i els van donar continuïtat en les seves comunitats. Les elits indígenes podien utilitzar els títols nobles don i doña, estaven exemptes de l'impost general i podrien implicar les seves propietats en cacicazgos. Aquestes elits van tenir un paper intermediari entre els governants espanyols i els indígenes. Atès que al centre i al sud de Mèxic (Mesoamèrica) i als pobles indígenes de les terres altes dels Andes hi havia tradicions existents de pagament d'homenatges i necessitaven un servei laboral, els espanyols podien aprofitar-los per extreure riquesa. Hi havia pocs espanyols i enormes poblacions indígenes, de manera que utilitzar intermediaris indígenes era una solució pràctica per a la incorporació de la població indígena al nou règim de govern. Mantenint divisions jeràrquiques dins de les comunitats, els nobles indígenes eren la interfície directa entre les esferes indígenes i espanyoles i mantenien les seves posicions sempre que continuessin sent fidels a la corona espanyola.
L'explotació i la catàstrofe demogràfica que van experimentar els pobles indígenes a partir del domini espanyol al Carib també es va produir a mesura que els espanyols van ampliar el seu control sobre els territoris i les seves poblacions indígenes. La corona va separar legalment les comunitats indígenes dels espanyols (així com dels negres), que formaven la República d'Espanyols, amb la creació de la República d'Índies. La corona va intentar frenar l'explotació dels espanyols, prohibint el 1542 a les Lleis Noves que els espanyols lleguessin les seves subvencions privades d'homenatge i treball d'encomienda de les comunitats indígenes. A Mèxic, la corona va establir el Jutjat General d'Indis (Juzgado General de Indios), que va escoltar disputes que afectaven comunitats indígenes i indígenes. Els advocats d'aquests casos es van finançar amb un impost mig real, un primer exemple d'assistència jurídica per als pobres. Es va crear un aparell legal similar a Lima.

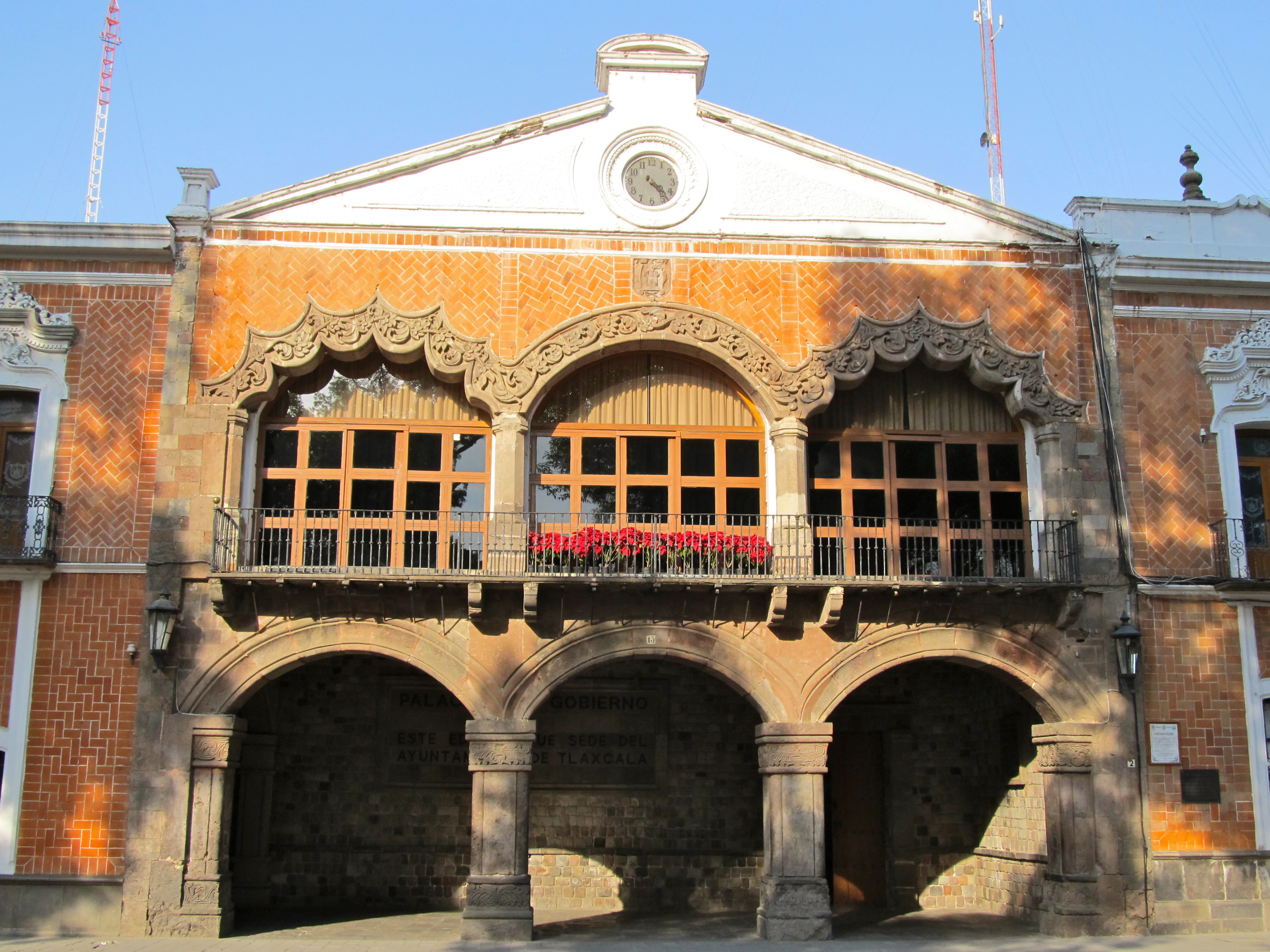
Edifici Cabildo de Tlaxcala, Mèxic

Els espanyols van intentar sistemàticament transformar les estructures de govern indígena en aquelles que s'assemblessin més a les dels espanyols, de manera que la ciutat-estat indígena es va convertir en una ciutat espanyola i els nobles indígenes que governaven es van convertir en titulars de l'ajuntament (cabildo). Tot i que l'estructura del cabildo indígena semblava similar a la de la institució espanyola, els seus funcionaris indígenes van continuar seguint les pràctiques indígenes. Al centre de Mèxic, hi ha minutes de les reunions del segle xvi en nàhuatl del cabildo de Tlaxcala. Els nobles indígenes van ser particularment importants en el primer període de colonització, ja que l'economia de l'encomienda es va basar inicialment en l'extracció de tributs i mà d'obra dels plebeus de les seves comunitats. A mesura que l'economia colonial es diversificà i depenia menys d'aquests mecanismes per a l'acumulació de riquesa, els nobles indígenes van esdevenir menys importants per a l'economia. No obstant això, els nobles es van convertir en defensors dels drets a la terra i a l'aigua controlats per les seves comunitats. Al Mèxic colonial, hi ha peticions al rei sobre diverses qüestions importants per a comunitats indígenes particulars quan els nobles no van obtenir una resposta favorable del frare o sacerdot local ni dels funcionaris reials locals.
Les obres d'historiadors dels segles XX i XXI han ampliat la comprensió de l'impacte de la conquesta espanyola i dels canvis durant els més de tres-cents anys de domini espanyol. Hi ha moltes d'aquestes obres per a Mèxic, que sovint es basen en documentació en llengua nativa en nàhuatl, mixteca i maia yucateca. Per a la zona andina, també hi ha un nombre creixent de publicacions. La història del guaraní també ha estat objecte d'un estudi recent.

### Consell de les Índies
El 1524 es va establir el Consell d'Índies, seguint el sistema de consells que assessorava el monarca i prenia decisions en nom seu sobre qüestions específiques de govern. Amb seu a Castella, amb l'assignació de la governança de les Índies, va ser així responsable de redactar la legislació, proposar els nomenaments al rei per al govern civil, així com els nomenaments eclesiàstics i pronunciar sentències judicials; com a màxima autoritat als territoris d'ultramar, el Consell de les Índies es va fer càrrec tant de les institucions de les Índies com de defensa dels interessos de la Corona, de l'Església catòlica i dels pobles indígenes. Amb la concessió papal de 1508 a la corona del Patronat real, la corona, en lloc del papa, exercia el poder absolut sobre l'Església catòlica a les Amèriques i les Filipines, un privilegi que la corona vetllava zelosament contra l'erosió o la incursió. Es necessitava l'aprovació de la corona a través del Consell de les Índies per a l'establiment de bisbats, la construcció d'esglésies, el nomenament de tots els clergues.
El 1721, al començament de la monarquia borbònica, la corona va transferir la principal responsabilitat de governar l'imperi d'ultramar del Consell de les Índies al Ministeri de Marina i les Índies, que posteriorment es van dividir en dos ministeris separats el 1754.

### Virregnats

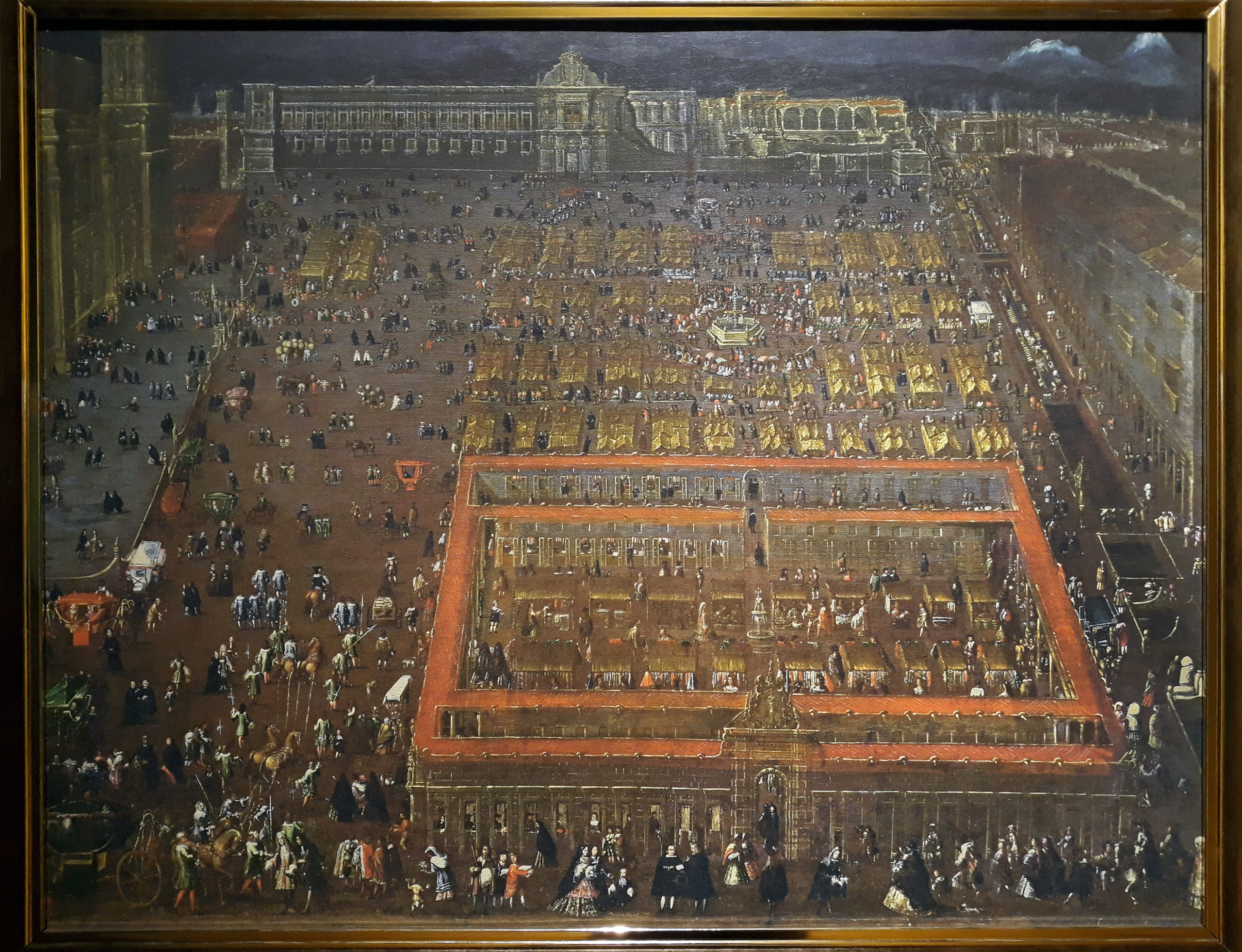
Vista de la plaça Major de la Ciutat de Mèxic i del palau del virrei, de Cristóbal de Villalpando, 1695

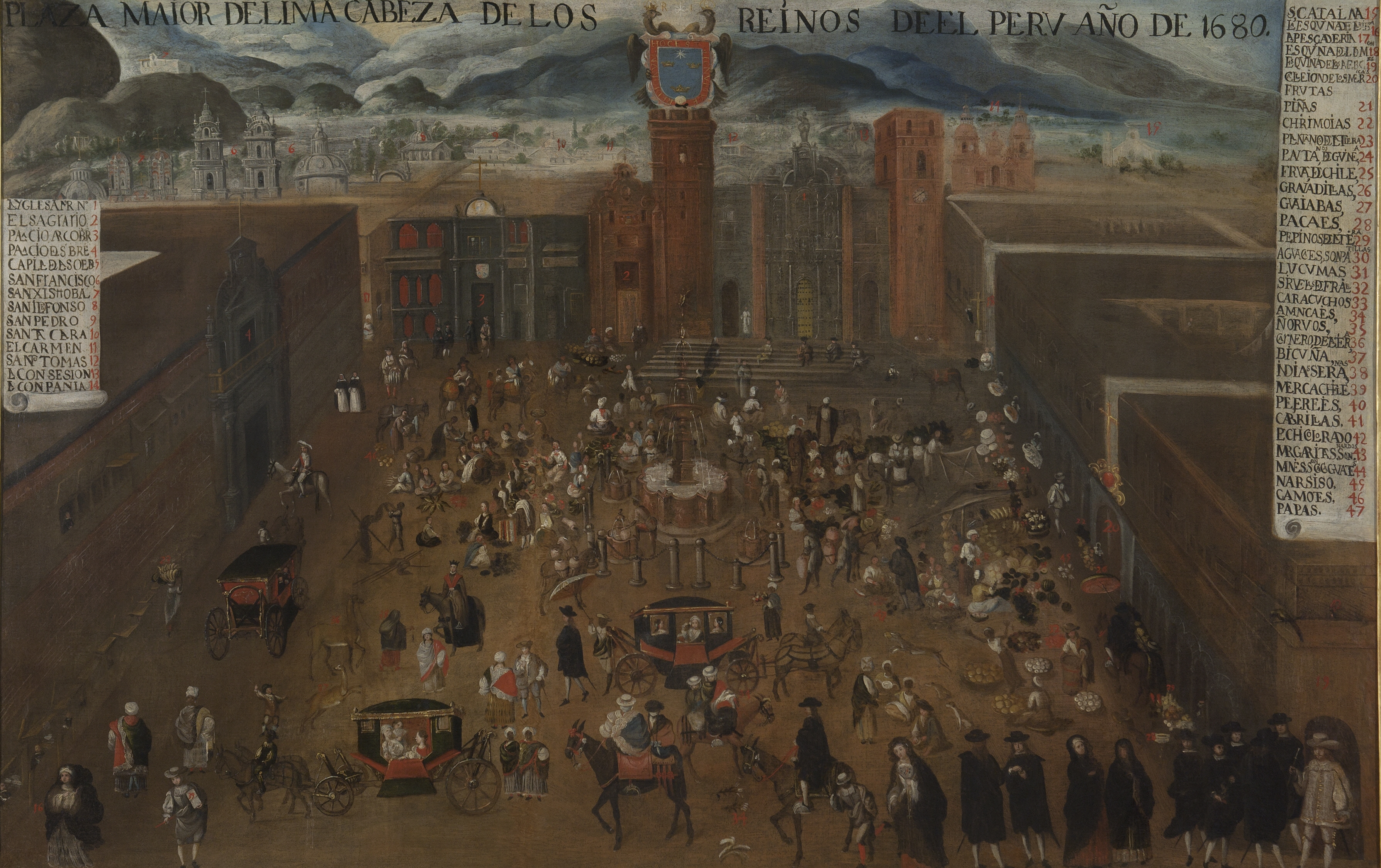
Vista de la plaça Major, Lima, ca. 1680

La impossibilitat de la presència física del monarca i la necessitat d'un fort govern reial a les Índies va donar lloc al nomenament de virreis, la representació directa del monarca, tant en l'àmbit civil com eclesiàstic. Els virregnats eren la major unitat territorial d'administració en els àmbits civil i religiós i els límits del govern civil i eclesiàstic coincidien pel disseny, per garantir el control de la corona sobre ambdues burocràcies. Fins al segle xviii, només hi havia dos virregnats, amb el virrei de Nova Espanya (fundat el 1535) administrant Amèrica del Nord, una part del Carib i Filipines, i el virregnat del Perú (fundat el 1542) amb jurisdicció sobre l'Amèrica del Sud espanyola. Els virreis van ser vice-patrons de l'Església catòlica, inclosa la Inquisició, establerta a les seus dels virregnats (Ciutat de Mèxic i Lima). Els virreis eren responsables del bon govern dels seus territoris, del desenvolupament econòmic i del tracte humà de les poblacions indígenes.
En les reformes del segle xviii el virregnat del Perú es va reorganitzar, dividint porcions per formar el virregnat de Nova Granada (Colòmbia) (1739) i el virregnat de Rio de la Plata (Argentina) (1776), deixant Perú amb jurisdicció sobre Perú, Charcas i Xile. Els virreis tenien una elevada posició social, gairebé sense excepció nascuts a Espanya, i servien períodes fixos.

### Audiències, els tribunals superiors

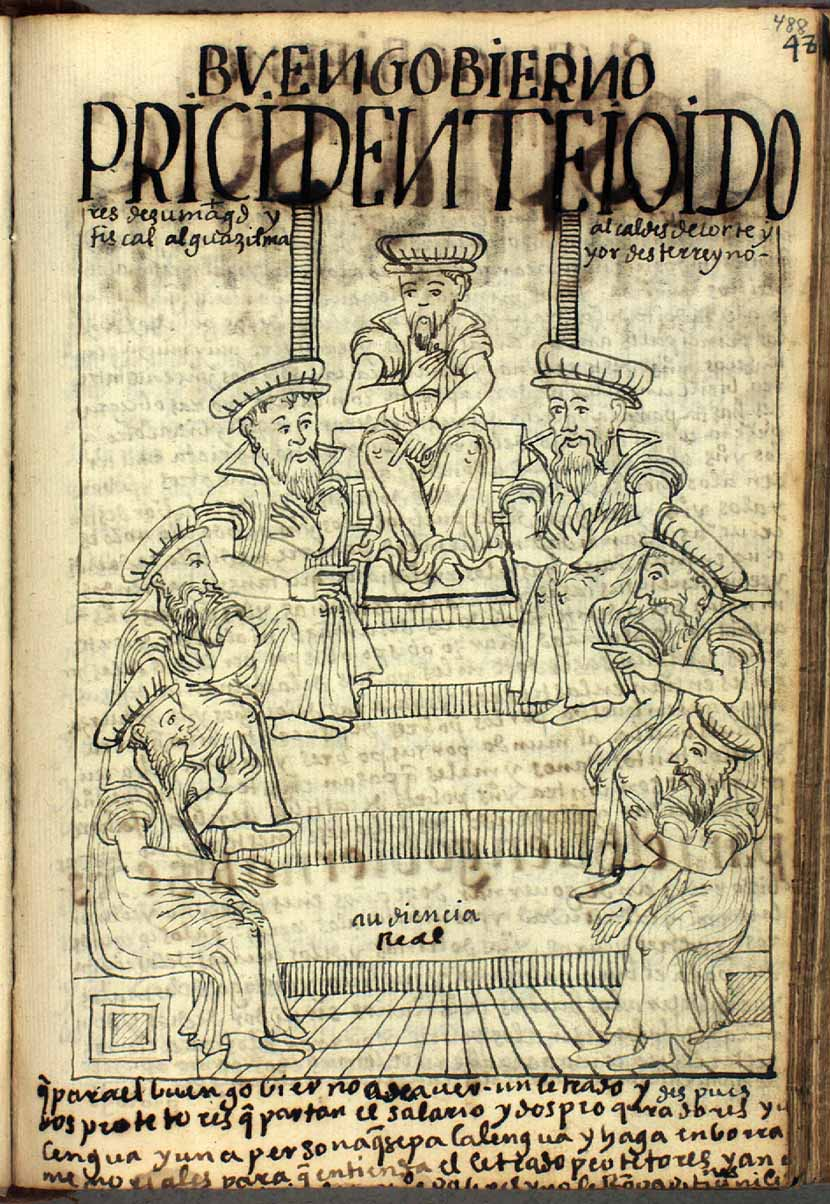
Membres de la Real Audiencia de Lima, el presidente, alcaldes de corte, fiscal and alguacil mayor. (Nueva Crónica y Buen Gobierno, p. 488)

Les Audiències van ser constituïdes inicialment per la corona com una institució administrativa clau amb autoritat reial i lleialtat a la corona enfront dels conqueridors i els primers colons. Tot i que es constituïen com la màxima autoritat judicial de la seva jurisdicció territorial, també tenien autoritat executiva i legislativa i servien com a executiu de manera provisional. Els jutges (oidores) tenia "un poder formidable. El seu paper en els assumptes judicials i en la supervisió de l'aplicació de la legislació reial va fer que les seves decisions fossin importants per a les comunitats a les quals servien". Atès que els seus nomenaments eren per a la vida o el plaer del monarca, tenien una continuïtat de poder i autoritat que els virreis i capitans generals no tenien a causa dels seus nomenaments a més curt termini. Eren el "centre del sistema administratiu [i] donaven al govern de les Índies una sòlida base de permanència i continuïtat".
La seva funció principal era la judicial, com a tribunal de justícia de segona instància —cort d'apel·lació— en matèria penal i civil, però també les Audiències eren els tribunals de primera instància de la ciutat on tenia la seu, i també en els casos relacionats amb la Hacienda Real. A més del tribunal de justícia, les Audiències tenien funcions de govern com a contrapès a l'autoritat dels virreis, ja que podien comunicar-se tant amb el Consell de les Índies com amb el rei sense haver de sol·licitar l'autorització del virrei. Aquesta correspondència directa de l'Audiència amb el Consell de les Índies va fer possible que el Consell donés la direcció de l'Audiència sobre aspectes generals del govern.
Les audiències van ser una base important de poder i influència per a les elits d'origen nord-americà, a partir de finals del segle xvi, amb gairebé una quarta part dels designats nascuts a les Índies el 1687. Durant una crisi financera a finals del segle xvii, la corona va començar a vendre els nomenaments a l'Audiència i els espanyols d'origen nord-americà van ocupar el 45% dels càrrecs de l'Audència. Tot i que hi havia restriccions sobre els vincles dels nomenats amb la societat local d'elit i la participació en l'economia local, van adquirir dispenses de la corona amb efectiu. Els judicis d'audiència i altres funcions estaven més lligats a la localitat i menys a la corona i a la justícia imparcial.
Durant les reformes borbòniques a mitjans del segle xviii, la corona va intentar sistemàticament centralitzar el poder en les seves pròpies mans i disminuir el de les seves possessions a l'estranger, nomenant espanyols de naixement peninsular a Audiències. Homes d'elit d'origen americà es van queixar amargament del canvi, ja que van perdre l'accés al poder que gaudien durant gairebé un segle.

### Districtes administratius civils, províncies

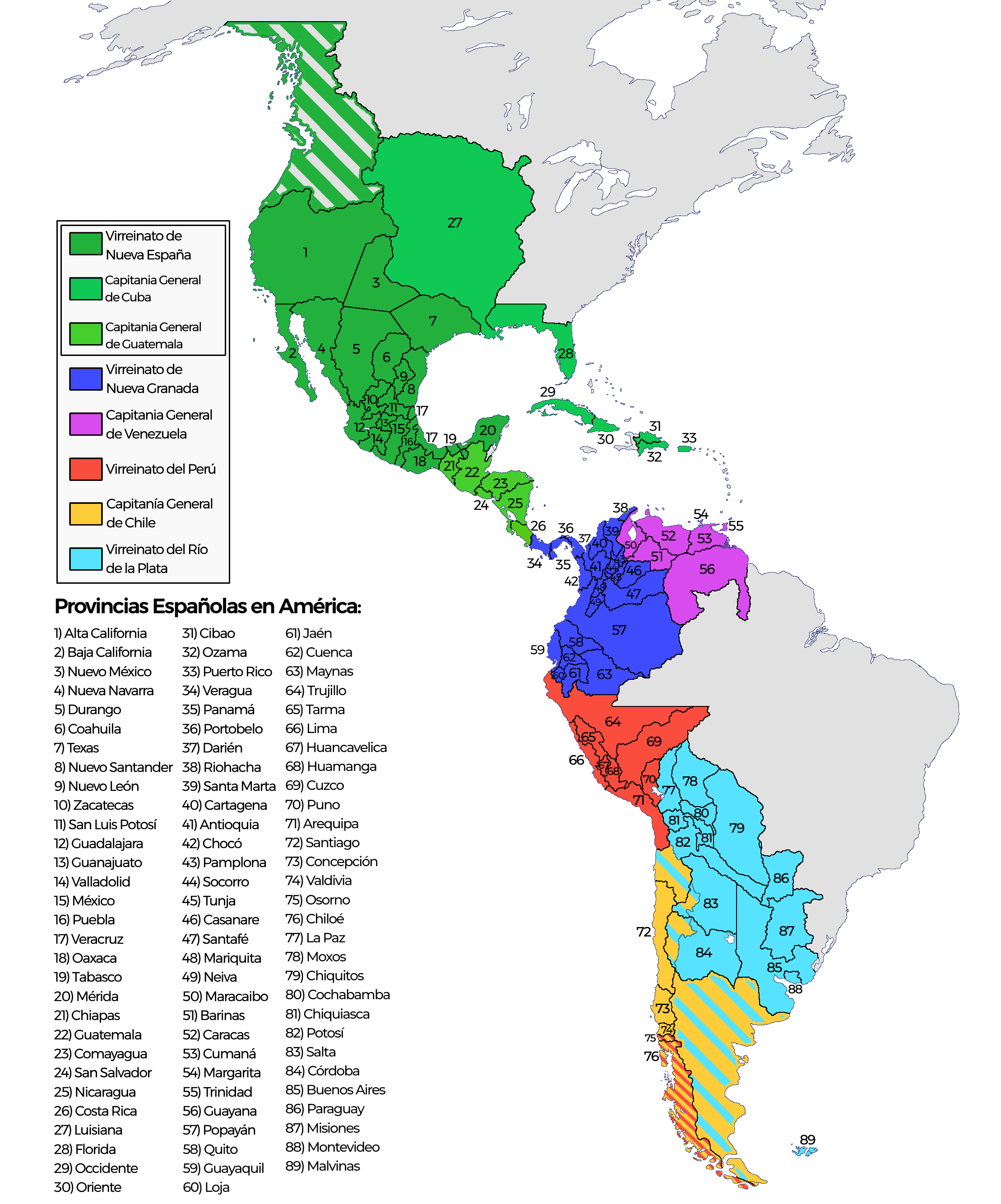
Mapa de l'Amèrica espanyola ca. 1800 mostrant els quatre Virregnats i Capitanies generals independents:
Nova Espanya (groc),
Nova Granada (blau fosc),
Capitania General de Veneçuela (blau clar)
Perú (toronja),
Capitania General de Xile (vi negre)
Río de la Plata (verd) i les divisions provincials

Durant els primers temps i sota els Habsburg, la corona va establir una capa regional de jurisdicció colonial a la institució del corregiment, que es trobava entre l'Audiència i els ajuntaments. El corregiment va expandir "l'autoritat reial dels centres urbans al camp i sobre la població indígena." Com passa amb moltes institucions colonials, el Corregiment tenia les seves arrels a Castella quan els Reis Catòlics centralitzen el poder sobre els municipis. A les Índies, el corregiment inicialment funcionava per controlar els colons espanyols que explotaven les poblacions indígenes que es trobaven en encomienda, amb la finalitat de protegir la disminució de les poblacions indígenes i evitar la formació d'una aristocràcia de conqueridors i poderosos colons. El funcionari reial a càrrec d'un districte era el corregidor, que era nomenat pel virrei, normalment per un mandat de cinc anys. Els corregidors recollien l'homenatge de les comunitats indígenes i regulaven el treball forçat indígena. Les alcaldías mayores eren districtes més grans amb un nomenat reial, l'alcalde mayor.
A mesura que les poblacions indígenes van disminuir, la necessitat de corregiment va disminuir i es va suprimir, quedant l'alcaldía major una institució fins que va ser substituït a les reformes borbòniques del segle xviii per funcionaris reials, intendents. El salari dels funcionaris durant l'època dels Habsburg era escàs, però el corregidor o alcalde en zones densament poblades d'assentaments indígenes amb un producte valuós podia utilitzar el seu despatx per a l'enriquiment personal. Igual que amb molts altres càrrecs reials, aquestes posicions es van vendre, a partir del 1677. Els intendents de l'època borbònica van ser nomenats i relativament ben pagats.

### Cabildos o ajuntaments

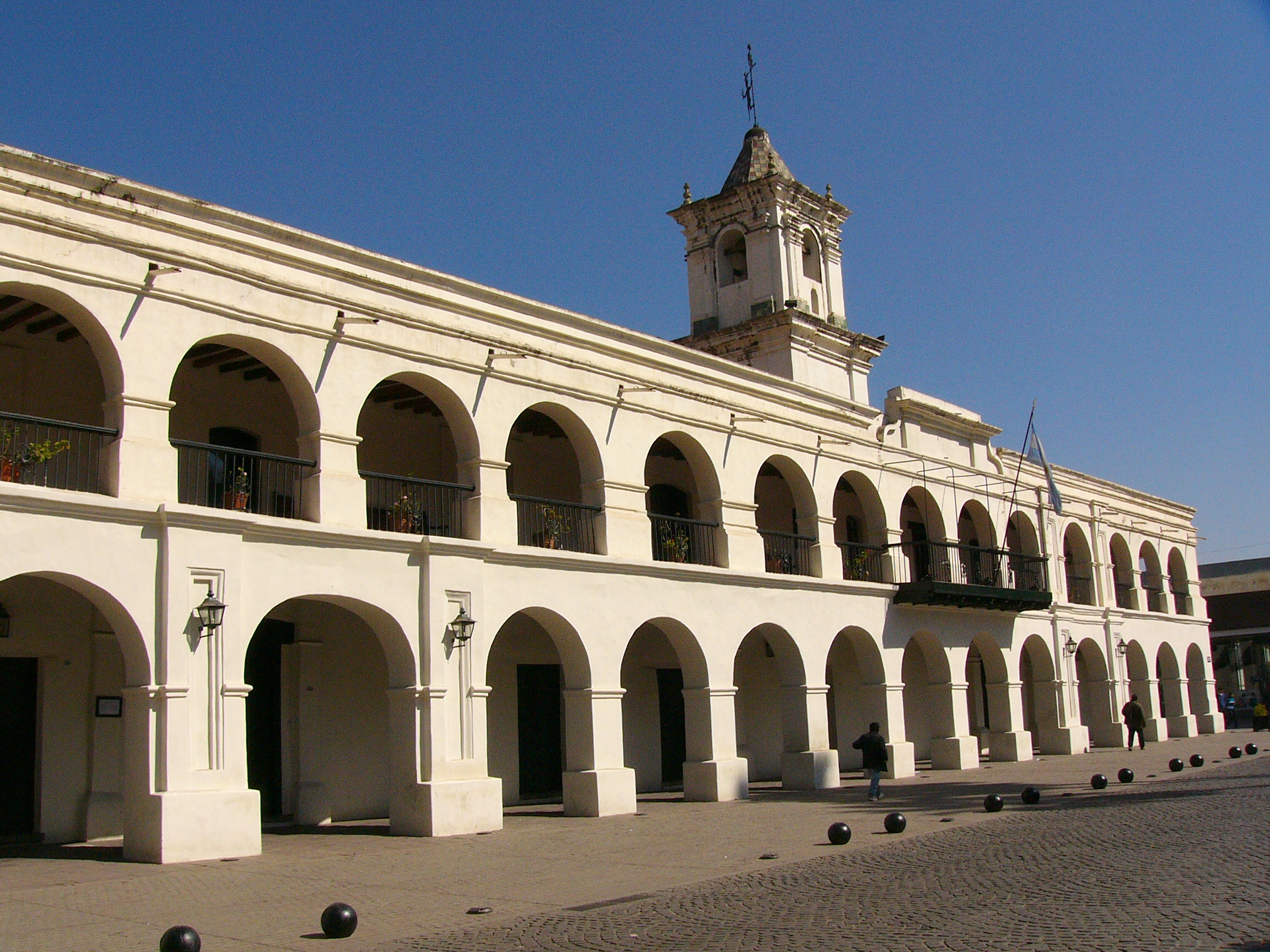
Cabildo a la ciutat de Salta (Argentina)

Els colons espanyols van intentar viure a pobles i ciutats, amb la governança a través de l'ajuntament o Cabildo. El cabildo estava compost per residents destacats del municipi, de manera que la governança es restringia a una elit masculina, amb la majoria de la població que exercia el poder. Les ciutats es governaven segons el mateix patró que a Espanya i a les Índies, la ciutat era el marc de la vida espanyola. Les ciutats eren espanyoles i el camp indígena. A les zones d'imperis indígenes anteriors amb poblacions assentades, la corona també va combinar el domini indígena existent amb un patró espanyol, amb l'establiment de cabildos i la participació d'elits indígenes com a oficials titulars de títols espanyols. Hi havia un nombre variable de regidors, segons la mida de la ciutat, també dos jutges municipals (alcaldes menores), que eren jutges de primera instància, i també altres funcionaris com a cap de policia, inspector de subministraments, secretari judicial, i un pregoner públic. S'encarregaven de distribuir terres als veïns, establir impostos locals, tractar l'ordre públic, inspeccionar presons i hospitals, preservar les carreteres i obres públiques com séquies i ponts de reg, supervisar la salut pública, regular les activitats festives, controlar els preus de mercat o la protecció dels indis
Després del regnat de Felip II, es van subhastar les càrrecs municipals, inclosos els consellers, per pal·liar la necessitat de diners de la Corona, fins i tot es podien vendre fins i tot els càrrecs, que esdevingueren hereditaris, de manera que el govern de les ciutats anés a mans de les oligarquies urbanes. Per controlar la vida municipal, la Corona va ordenar el nomenament de corregidors i alcaldes majors per exercir un major control polític i funcions judicials en districtes menors. Les seves funcions es governen els respectius municipis, l'administració de la justícia i ser jutges d'apel·lació en els judicis dels alcaldes menors, però només el corregidor podia presidir el cabildo. No obstant això, ambdós càrrecs també es van posar a la venda lliurement des de finals del segle xvi.
La majoria dels colons espanyols van arribar a les Índies com a residents permanents, van establir famílies i empreses i van buscar l'avenç en el sistema colonial, com ara la pertinença a cabildos, de manera que estaven en mans d' elits locals (criollo) d'origen americà. Durant l'època borbònica, fins i tot quan la corona va nomenar sistemàticament espanyols nascuts a la península per a càrrecs reials en lloc de nascuts als Estats Units, els cabildos van romandre en mans de les elits locals.

### Institucions frontereres: presidio i missió

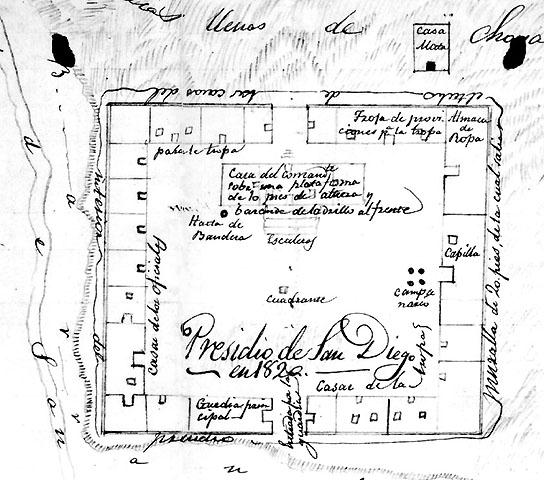
El presidi de San Diego, a Califòrnia

A mesura que l'imperi es va expandir a zones de poblacions indígenes menys denses, la corona va crear una cadena de presidis, forts militars o guarnicions, que proporcionaven als colons espanyols protecció contra els atacs dels indis. A Mèxic, durant la guerra de Chichimec del segle xvi, es va protegir el trànsit de plata des de les mines de Zacatecas fins a la Ciutat de Mèxic. Fins a 60 soldats assalariats estaven aquarterats a presidis. Els presidis tenien un comandant resident, que establia empreses comercials de mercaderies importades, que venien a soldats i aliats indis.
L'altra institució fronterera era la missió religiosa per convertir les poblacions indígenes. Es van establir missions amb autoritat reial a través del Patronato real. Els jesuïtes van ser missioners efectius a les zones frontereres fins a la seva expulsió d'Espanya i del seu imperi el 1767. Els franciscans es van fer càrrec d'algunes antigues missions jesuïtes i van continuar l'expansió de les zones incorporades a l'imperi. Tot i que el seu enfocament principal era la conversió religiosa, els missioners servien com a "agents diplomàtics, emissaris de la pau a tribus hostils ... i també s'esperava que mantinguessin la línia contra els indis nòmades i altres potències europees". A la frontera de l'imperi, els indis eren vistos com a sin razón, ("sense raó"); les poblacions no índies es van descriure com a gente de razón ("gent de raó"), que podien ser castes de raça mixta o negres i tenir una major mobilitat social a les regions frontereres.

## Organització de l'Església Catòlica

### Evangelització primerenca

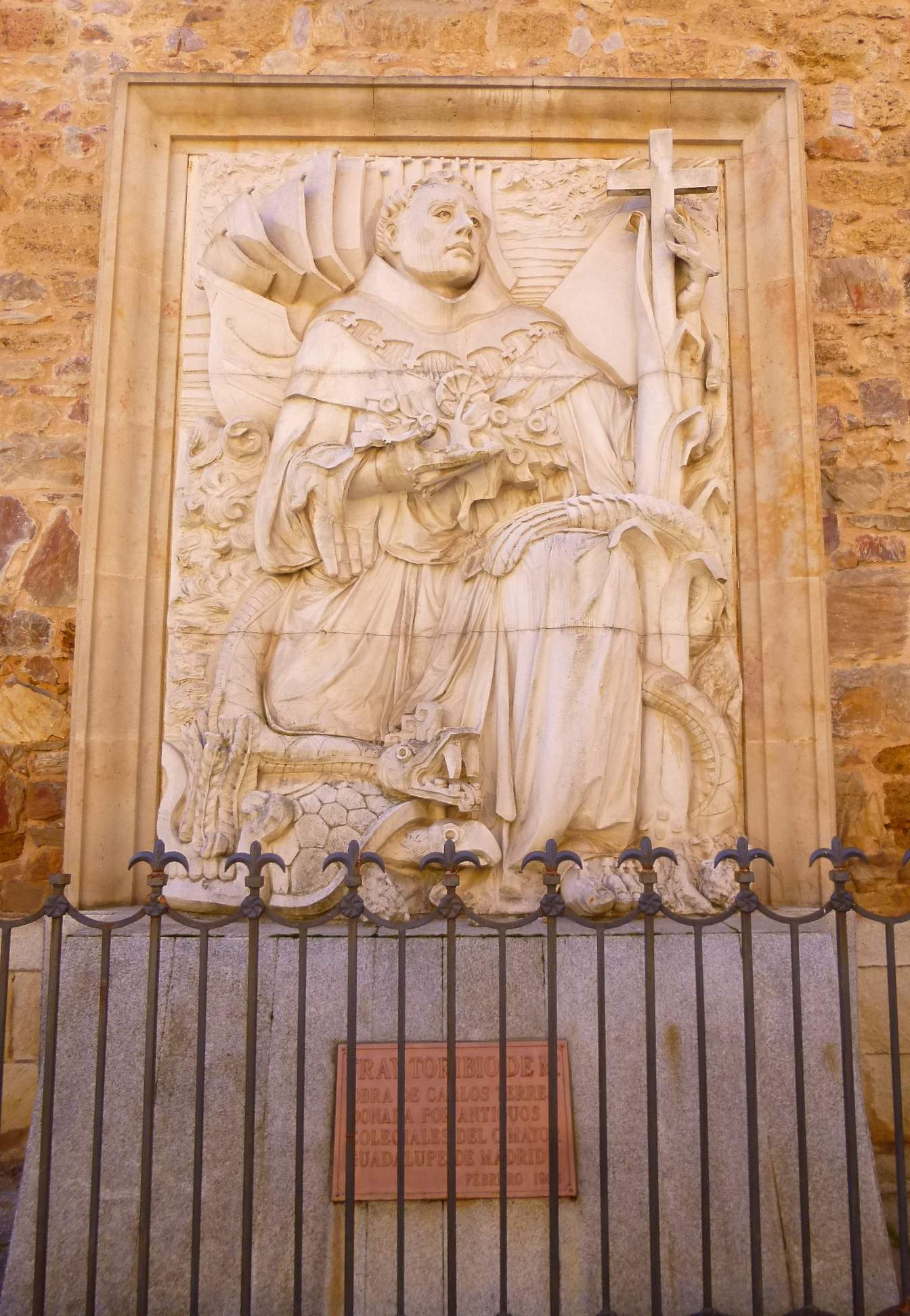
Baix relleu modern del frare franciscà Motolinia

Durant el primer període colonial, la corona va autoritzar els frares de les ordes religioses catòliques (franciscans, dominicans i agustins) a funcionar com a sacerdots durant la conversió de les poblacions indígenes. Durant la primera era dels descobriments, el clergat diocesà a Espanya tenia poca educació i es considerava de baixa qualitat moral, i els reis catòlics eren reticents a permetre'ls liderar l'evangelització. Cada ordre establia xarxes de parròquies a les diverses regions (províncies), situades en assentaments indígenes existents, on es construïen esglésies cristianes i on es basava l'evangelització dels indígenes. Hernán Cortés va sol·licitar l'enviament dels frares franciscans i dominics a Nova Espanya immediatament després de la conquesta de Tenochtitlan per començar l'evangelització. Els franciscans van arribar primer el 1525 a un grup de dotze, els dotze apòstols de Mèxic. Entre aquest primer grup hi havia Toribio de Benavente, conegut ara com a Motolinia, la paraula nàhuatl per a pobre.

### Establiment de la jerarquia de l'Església

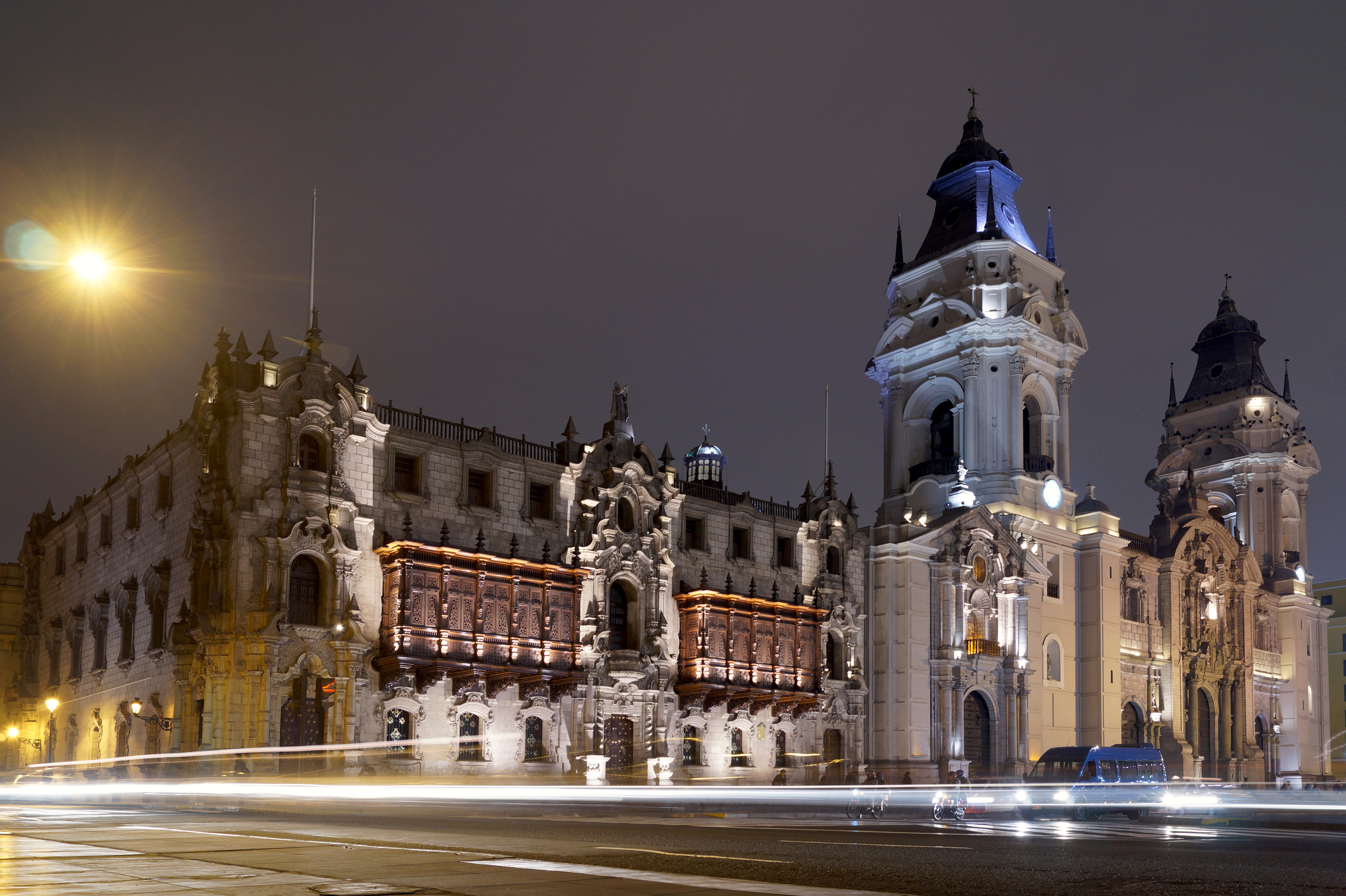
La catedral de Lima, construcció iniciada el 1535, acabada el 1649

Després de la dècada de 1550, la corona va afavorir cada vegada més el clergat diocesà per sobre dels ordes religiosos. El clergat diocesà) (també anomenat clergat secular estava sota l'autoritat directa dels bisbes, que eren nomenats per la corona, mitjançant el poder atorgat pel papa al Patronat reial. Les ordres religioses tenien els seus propis reglaments interns i la seva direcció. La corona tenia autoritat per establir els límits de les diòcesis i les parròquies. La creació de la jerarquia eclesiàstica del clergat diocesà va marcar un punt d'inflexió en el control de la corona sobre l'àmbit religiós. L'estructura de la jerarquia era en molts aspectes paral·lela a la del govern civil. El papa era el cap de l'Església catòlica, però la concessió del Patronato Real a la monarquia espanyola va donar al rei el poder de nomenament (mecenatge) dels eclesiàstics. El monarca era el cap de les jerarquies civils i religioses. La capital d'un virregnat va esdevenir la seu de l'arquebisbe. La regió supervisada per l'arquebisbe estava dividida en grans unitats, la diòcesi, dirigida per un bisbe. La diòcesi es va dividir al seu torn en unitats més petites, la parròquia eclesiàstica, formada per un rector.
El 1574, Felip II va promulgar la Ordenaza del Patronato (ordenança del mecenatge= que ordenava que les ordres religioses lliuressin les seves parròquies al clergat secular, una política que els clergues seculars havien buscat durant molt de temps per a les zones centrals de l'imperi, amb les seves grans poblacions indígenes. Tot i que la implementació va ser lenta i incompleta, era una afirmació del poder reial sobre el clergat i la qualitat dels rectors de la parròquia va millorar, ja que l'Ordenança va exigir l'examen competitiu per ocupar els llocs vacants. Els ordes religiosos juntament amb els jesuïtes van iniciar llavors una nova evangelització a les regions frontereres de l'imperi.

### Els jesuïtes

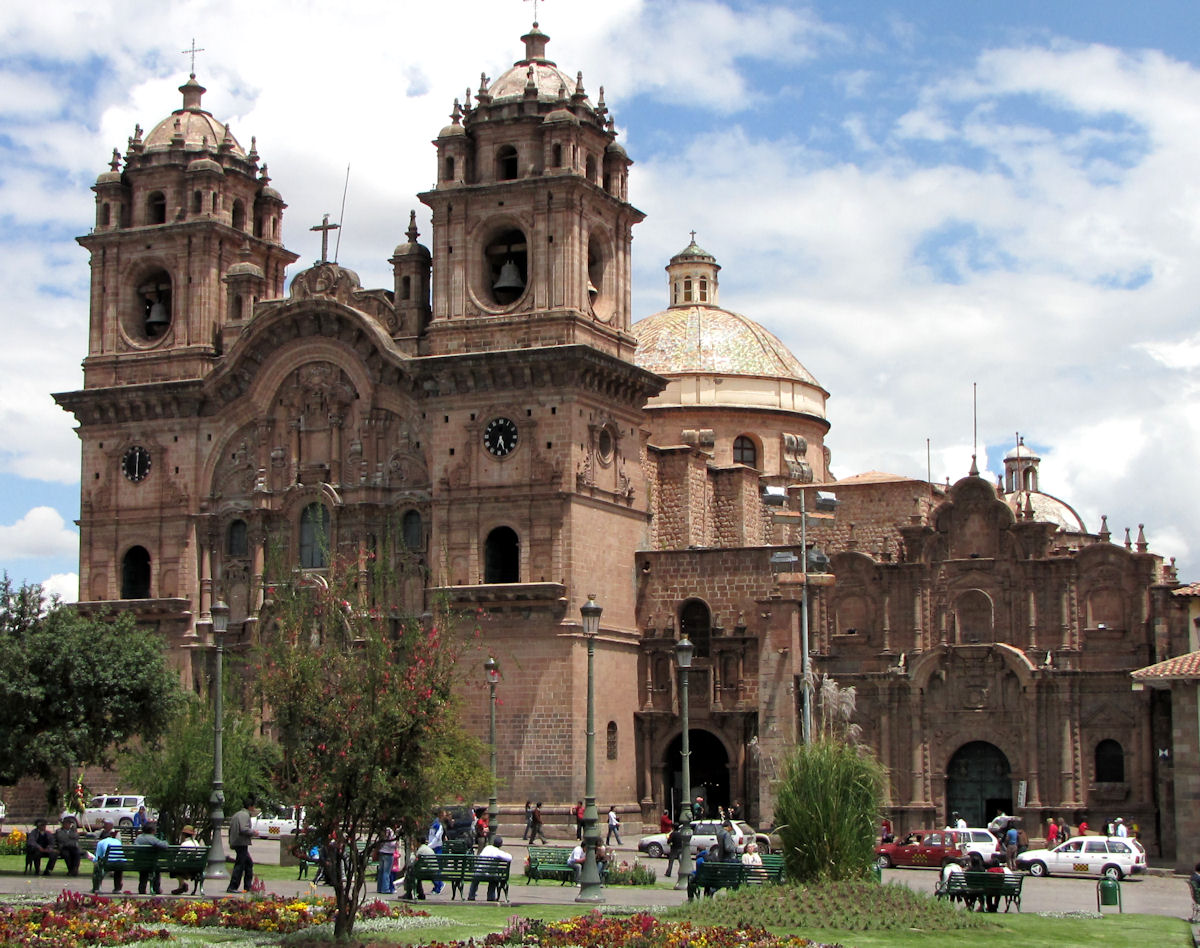
Església de la Companyia de Jesús a Cuzco, Perú

Els jesuïtes van resistir el control de la corona, negant-se a pagar el delme de les seves finques que donaven suport a la jerarquia eclesiàstica i entraven en conflicte amb els bisbes. L'exemple més destacat es troba a Puebla, Mèxic, quan el bisbe Juan de Palafox y Mendoza va ser expulsat del seu bisbat pels jesuïtes. El bisbe va desafiar als jesuïtes a continuar mantenint parròquies índies i funcionant com a sacerdots sense les llicències reials necessàries. La seva caiguda del poder es veu com un exemple del debilitament de la corona a mitjan segle xvii, ja que no va poder protegir el seu bisbe degudament nomenat. La corona va expulsar els jesuïtes d'Espanya i de les Índies el 1767 durant les reformes borbòniques.

### Sant Ofici de la Inquisició
Els poders inquisitorialss eren inicialment investits pels bisbes, que podien arrencar la idolatria i l'heretgia. A Mèxic, el bisbe Juan de Zumárraga va processar i executà el 1539 un senyor Nahua, conegut com a don Carlos de Texcoco per apostasia i sedició per haver-se convertit al cristianisme i després va renunciar a la seva conversió i va instar altres a fer-ho també. Zumárraga va ser retret per les seves accions perquè excedien la seva autoritat. Quan es va establir la institució formal de la Inquisició el 1571, els pobles indígenes van ser exclosos de la seva jurisdicció al considerar que eren neòfits, nous conversos i no eren capaços d'entendre la doctrina religiosa.

## Societat

### Impacte demogràfic de la colonització

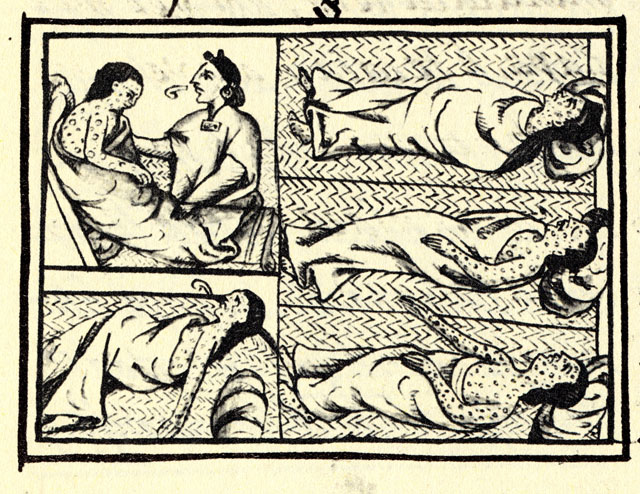
Representació de la verola al llibre XII del Còdex florentí del (compilat entre 1540 i 1585) al Mèxic central de l'època de la conquesta que patia verola

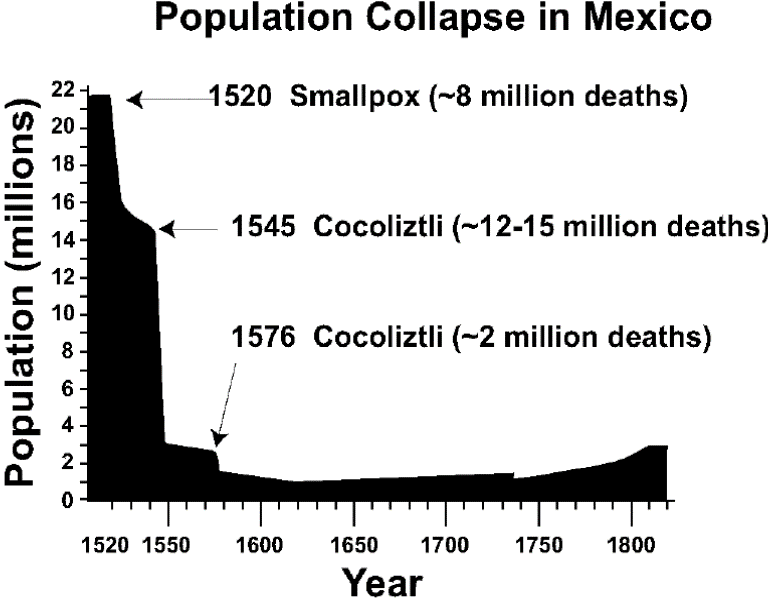
El col·lapse de la població a Mèxic

It has been estimated that over 1.86 million Spaniards emigrated to Latin America in the period between 1492 and 1824, with millions more continuing to immigrate following independence
S'estima que més d'1,86 milions d'espanyols van emigrar a Amèrica Llatina entre el 1492 i el 1824, i milions més van continuar emigrant després de la independència.
Les poblacions autòctones van disminuir significativament durant el període d'expansió espanyola. A Hispaniola, la població indígena de Taíno abans del contacte abans de l'arribada de Colom de diversos centenars de milers havia disminuït a seixanta mil el 1509. La població de la població dels nadius americans a Mèxic va disminuir aproximadament un 90% (reduïda a 1-2,5 milions de persones) a principis del segle xvii. Al Perú, la població indígena prèvia al contacte, al voltant de 6,5 milions, es va reduir a 1 milió a principis del segle xvii. La causa aclaparadora del declivi tant a Mèxic com al Perú van ser les malalties infeccioses, com ara la verola i el xarampió, tot i que la brutalitat de la Comanda també va tenir un paper important en el descens de la població.
De la història de la població indígena de Califòrnia, Sherburne F. Cook (1896–1974) va ser l'investigador més minuciós. A partir de dècades d'investigació, va fer estimacions sobre la població prèvia al contacte i la història del declivi demogràfic durant els períodes espanyol i postespanyol. Segons Cook, la població indígena californiana al primer contacte, el 1769, era d'uns 310.000 i havia baixat a 25.000 el 1910. La gran majoria del declivi es va produir després del període espanyol, durant els períodes mexicans i nord-americans de la història de Califòrnia (1821–18). 1910), amb el col·lapse més dramàtic (200.000 a 25.000) que es va produir al període dels Estats Units (1846-1910).

### Població i raça hispanoamericanes

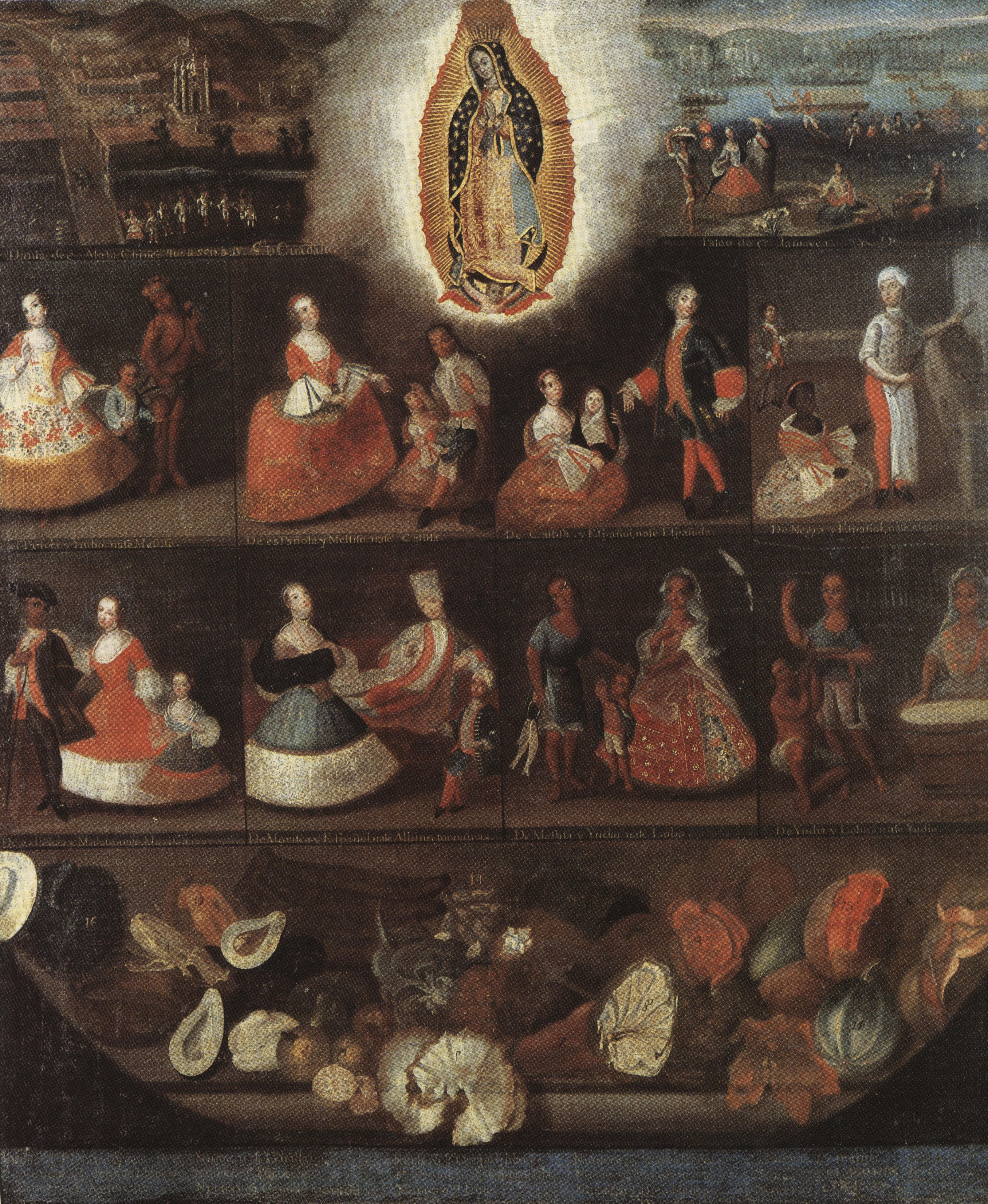
Luis de Mena, Verge de Guadalupe i jerarquia racial, 1750. Museo de América, Madrid.

La població més nombrosa de l'Amèrica espanyola era i va romandre indígena, el que els espanyols anomenaven "indis" (indios), una categoria que no existia abans de l'arribada dels europeus. La Corona espanyola els va separar a la República de Índios. Els europeus van emigrar de diverses províncies d'Espanya, amb les primeres onades d'emigració que consistien en més homes que dones. Es van anomenar españoles i españolas i, posteriorment, es van diferenciar pels termes que indiquen el lloc de naixement, peninsular per als nascuts a Espanya; criollo/criolla o americano/ameriana per als nascuts a les Amèriques. Els esclaus africans van ser importats a territoris espanyols, principalment a Cuba. Com va ser el cas a l'Espanya peninsular, els africans (negros) van poder comprar la seva llibertat (horro), de manera que a la majoria de l'imperi les poblacions lliures de negres i mulates (negres + espanyols) eren superiors a les poblacions d'esclaus. Els espanyols i els pares indígenes van produir descendents mestissos, que també formaven part de la República Espanyola.

## Economia

### Primera economia de tributs i treballs indígenes

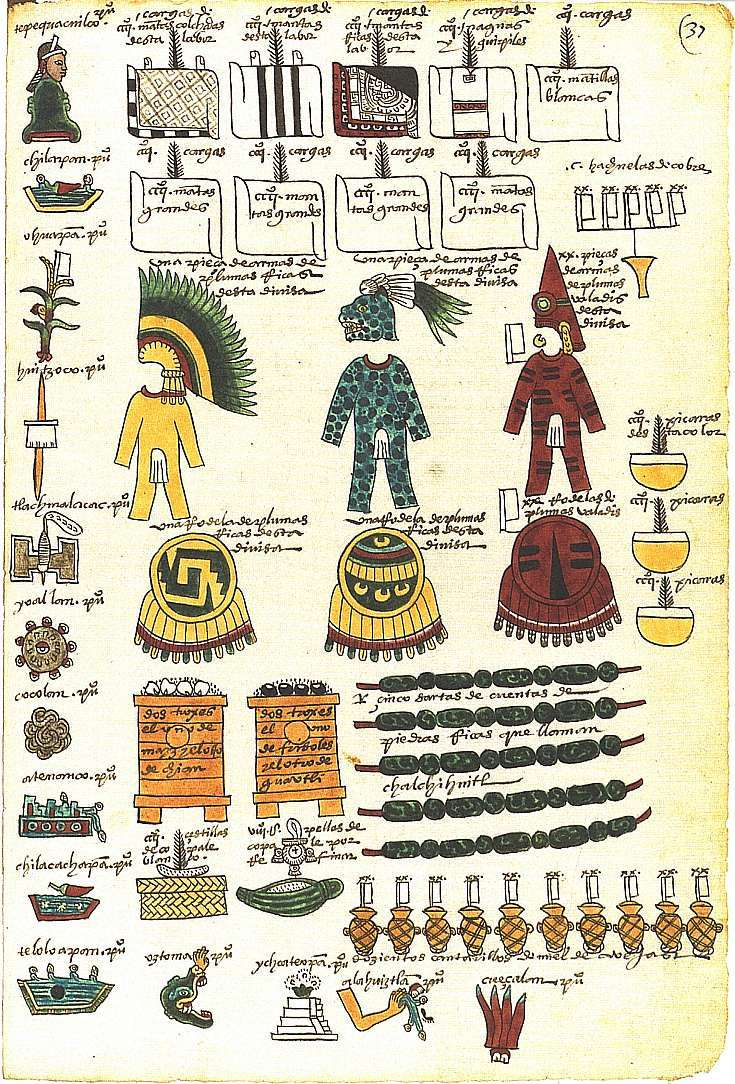
Homenatge des d'una regió de l'Imperi Asteca com es mostra al Còdex Mendoza

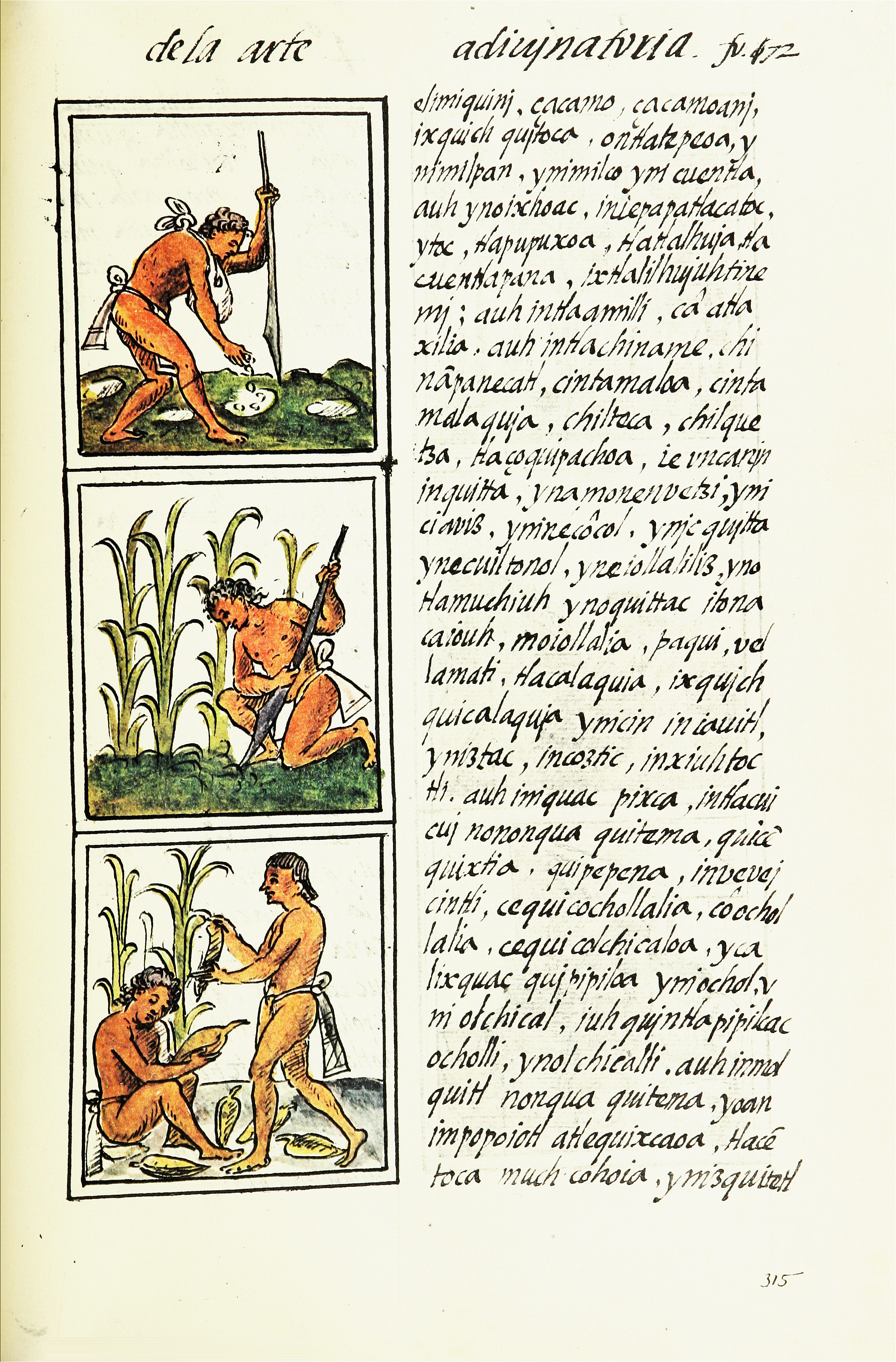
Agricultura de blat de moro asteca tal com es representa al Còdex Florentí (1576)

A les zones de poblacions indígenes denses i estratificades, especialment Mesoamèrica i la regió andina, els conqueridors espanyols concedien subvencions privades permanents de treball i tributaven assentaments indígenes particulars, en encomienda es trobaven en una posició privilegiada per acumular riquesa privada. Els espanyols tenien un cert coneixement de les pràctiques indígenes existents de treball i tribut, de manera que aprendre amb més detall de quins tributs van lliurar regions particulars a l'imperi asteca va provocar la creació del Còdex Mendoza, una codificació per a ús espanyol. Les regions rurals continuaven sent altament indígenes, amb poca interfície entre el gran nombre d'indígenes i el petit nombre de la República Espanyola, que incloïa castes de negres i de races mixtes. Les mercaderies tributàries a Mèxic eren generalment trossos de tela de cotó, teixits per dones, i blat de moro i altres productes alimentaris produïts per homes. Aquests es podrien vendre als mercats i convertir-los en efectiu. Al començament dels espanyols, la propietat formal de la terra era menys important que el control de la mà d'obra indígena i rebre tributs. Els espanyols havien vist desaparèixer les poblacions indígenes al Carib i, amb això, la desaparició de la seva principal font de riquesa, impulsant els espanyols a expandir les seves regions de control. Amb les conquestes dels imperis asteca i inca, un gran nombre d'espanyols van emigrar de la península Ibèrica per buscar fortuna o buscar millors condicions econòmiques. L'establiment de grans assentaments espanyols permanents va atreure tota una sèrie de nous residents, que es van instal·lar com a fusters, forners, sastres i altres activitats artesanes.

### Sucre i esclavitud
El començament del Carib va resultar una decepció massiva per als espanyols, que havien esperat trobar riquesa mineral i poblacions indígenes explotables. L'or només existia en petites quantitats i els pobles indígenes van morir en gran quantitat. Per a la continuïtat de la colònia, es necessitava una font fiable de treball. Això era dels africans esclaus. El sucre de canya importat del Vell Món era un valor elevat, un producte d'exportació a granel que es convertia en el baluard de les economies tropicals de les illes del Carib i de la costa Tierra Firme, així com del Brasil portuguès .

### Plata

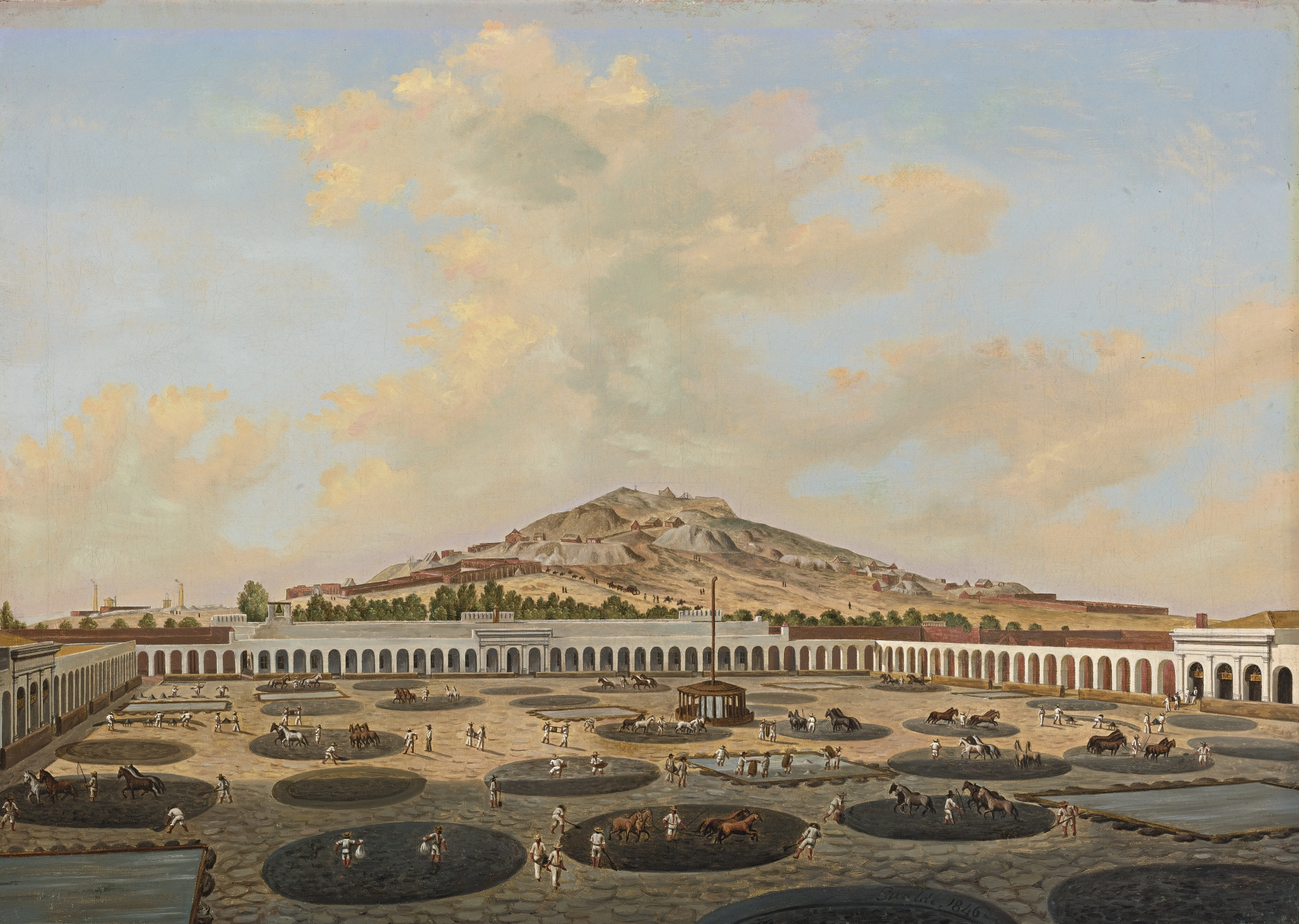
Representació del procés del pati a la Hisenda Nova de Fresnillo, Zacatecas, Pietro Gualdi, 1846.

La plata era la bonança que buscaven els espanyols. Es van trobar grans jaciments en una sola muntanya del virregnat del Perú, el Cerro Rico, a l'actual Bolívia, i en diversos llocs fora de la densa zona d'assentament indígena al nord de Mèxic,, Zacatecas i Guanajuato. Als Andes el virrei Francisco de Toledo va reviure el sistema de treball rotatiu indígena de la mita per subministrar mà d'obra per a la mineria de plata. A Mèxic, la força de treball havia de ser portada des d'altres llocs de la colònia i no es basava en els sistemes tradicionals de mà d'obra rotativa. A Mèxic, el refinament es feia a les hisendes de mines, on el mineral de plata es refinava en plata pura per fusió amb mercuri en el que es coneixia com el procés del pati. S'aixafava el mineral amb l'ajut de mules i s'aplicava el mercuri per extreure la plata pura. El mercuri era un monopoli de la corona. Al Perú, el mineral de Cerro Rico es processava a partir de la mina local de mercuri de Huancavelica, mentre que a Mèxic el mercuri s'importava de la mina de mercuri Almadén a Espanya. El mercuri és una neurotoxina, que va danyar i matar els humans i les mules que hi entraven en contacte. A la regió de Huancavelica, el mercuri continua causant danys ecològics.

### Desenvolupament de l'agricultura i la ramaderia
Per alimentar les poblacions urbanes i forces de treball de mineria, granges de petita escala (ranxos), (estancias), i grans empreses (haciendas) va sorgir per satisfer la demanda, especialment per als productes alimentaris que els espanyols volien menjar, sobretot blat. A les zones de població escassa, la ramaderia de bestiar boví (ganado mayor) i el bestiar menor (ganado menor), com les ovelles i les cabres, variaven àmpliament i eren en gran part feres salvatges. Hi ha debat sobre l'impacte de la ramaderia sobre el medi ambient a l'època colonial, amb la cria d'ovelles pel seu impacte negatiu, mentre que altres discuteixen això Amb només una força de treball petita, la ramaderia era una activitat econòmica ideal per a algunes regions. La majoria de l'agricultura i la ramaderia subministraven les necessitats locals, ja que el transport era difícil, lent i car. Només s'exportarien els productes més valuosos a granel.

### Productes d'exportació agrícola
Les mongetes de cacau per a xocolata van sorgir com a producte d'exportació a mesura que els europeus van desenvolupar el gust per la xocolata endolcida. Un altre producte important d'exportació va ser la cotxinilla, un colorant vermell ràpid que es fabricava amb insectes secs que viuen en cactus. La cotxinilla també és tècnicament un producte animal, els insectes van ser col·locats sobre cactus i collits per mans de treballadors indígenes. Es va convertir en el segon producte d'exportació més important d'Amèrica espanyola després de la plata.

## Segle XIX

Desenvolupament de la independència hispanoamericana
Govern segons la legislació espanyola tradicional
Lleial a la Junta Central Suprema o a les Corts
Junta americana o moviment insurreccional
Estat independent declarat o establert
Màxim del control francès de la Península

Durant la guerra napoleònica a Europa entre França i Espanya, es van establir assemblees anomenades juntes per governar en nom de Ferran VII d'Espanya. Els Libertadores van ser els principals líders de les guerres d'independència hispanoamericanes. Eren predominantment criolls (d'origen europeu d'origen europeu, majoritàriament espanyol o portuguès), burgesos i influenciats pel liberalisme i, en alguns casos, amb formació militar a la pàtria.
El 1809 es van produir les primeres declaracions d'independència del domini espanyol al virregnat del Perú. Els dos primers van ser a l'Alt Perú, l'actual Bolívia, a Charcas (actual Sucre, 25 de maig) i a La Paz (16 de juliol); i el tercer a l'actual Equador a Quito (10 d'agost). El 1810 Mèxic va declarar la independència, amb la guerra d'independència mexicana durant més d'una dècada. El 1821 el tractat de Córdoba va establir la independència mexicana d'Espanya i va concloure la guerra. El pla d'Iguala formava part del tractat de pau per establir una base constitucional per a un Mèxic independent.
Aquests van iniciar un moviment per la independència colonial que es va estendre a les altres colònies espanyoles a les Amèriques. Les idees de les revolucions francesa i americana van influir en els esforços. Totes les colònies, excepte Cuba i Puerto Rico, van aconseguir la independència a la dècada de 1820. L'Imperi Britànic va oferir suport, volent acabar amb el monopoli espanyol del comerç amb les seves colònies a les Amèriques.
El 1898 els Estats Units van aconseguir la victòria a la guerra hispanoamericana amb Espanya, posant fi a l'era colonial espanyola. La possessió i el domini espanyol de les seves colònies restants a les Amèriques van acabar aquell any amb la seva sobirania transferida als Estats Units. Els Estats Units van ocupar Cuba, Filipines i Puerto Rico. Puerto Rico continua sent una possessió dels Estats Units, ara continua oficialment com un territori autònom no incorporat.

## A la cultura popular
Al segle XX hi ha hagut diverses pel·lícules que representen la vida de Cristòfor Colom. El 1949 una va ser protagonitzada per Frederic March com a Colom. Amb la commemoració (i crítica) de Colom el 1992, van aparèixer més representacions cinematogràfiques i televisives de l'època, inclosa una minisèrie de televisió amb Gabriel Byrne com a Colom. Les aventures de Cristòfor Colom (1992) té a Georges Corroface com a Colom, amb Marlon Brando com a Tomás de Torquemada, Tom Selleck com a rei Ferran i Rachel Ward com a reina Isabel. 1492: Conquest of Paradise és protagonitzada per Gerard Depardieu com a Colom i Sigourney Weaver com a reina Isabel. Una pel·lícula del 2010, También la lluvia, protagonitzada per Gael García Bernal, està ambientada a la moderna Cochabamba, Bolívia, durant la Guerra de l'Aigua de Cochabamba, després que un equip de rodatge rodés una controvertida vida de Colom. Una pel·lícula de Bolívia del 1995 és en certa manera similar a Even the Rain és To Hear the Birds Singing, amb un equip modern de filmació que va a un assentament indígena per rodar una pel·lícula sobre la conquesta espanyola i acabar reproduint aspectes del conquesta.
Per a la conquesta de Mèxic, una minisèrie de televisió mexicana de vuit capítols de 2019, Hernán, representa la conquesta de Mèxic. Altres personatges històrics destacats de la producció són Malinche, traductor cultural de Cortés i altres conqueridors Pedro de Alvarado, Cristóbal de Olid, Bernal Díaz del Castillo. Els bàndols indígenes mostren Xicotencatl, líder dels aliats de Tlaxcala dels espanyols, i els emperadors asteques Moctezuma II i Cuitlahuac. La història de Doña Marina, també coneguda com Malinche, va ser objecte d'una minisèrie de televisió mexicana el 2018. Una producció important a Mèxic va ser la pel·lícula de 1998, L'altra conquesta, que se centra en un Nahua a l'època de la post-conquesta i l'evangelització del centre de Mèxic.
El viatge èpic d'Álvar Núñez Cabeza de Vaca ha estat retratat en una pel·lícula mexicana de 1991, Cabeza de Vaca. El viatge èpic i fosc de Lope de Aguirre va ser convertit en una pel·lícula per Werner Herzog, Aguirre, la ira de Déu (1972), amb Klaus Kinsky.
El Dorado, dirigida per Carlos Saura i estrenada el 1988. Explica la història de Lope de Aguirre, que per encàrrec del rei Felip II va marxar a la recerca del mític regne d'El Dorado.
La missió va ser una pel·lícula del 1996 que idealitzava una missió jesuïta al Guaraní al territori disputat entre Espanya i Portugal. La pel·lícula va ser protagonitzada per Robert De Niro, Jeremy Irons, i un jove Liam Neeson i va guanyar un Oscar.
La vida de la monja mexicana del segle XVII Sor Juana Inés de la Cruz, reconeguda en tota la seva vida, ha estat representada en una pel·lícula argentina del 1990, Yo, el peor de todos i en una minisèrie de televisió Juana Inés. Martín Garatuza, trampós mexicà del segle xvii, va ser objecte d'una novel·la de finals del segle xix del polític i escriptor mexicà, Vicente Riva Palacio. Al segle XX la vida de Garatuza va ser objecte d'una pel·lícula de 1935 i d'una telenovel·la de 1986 Martín Garatuza.
Per a l'època de la independència, la pel·lícula de Bolívia de 2016 realitzada sobre la líder independentista de Juana Azurduy de Padilla, forma part del reconeixement recent del seu paper en la independència d'Argentina i Bolívia.

## Dominis

Imperis espanyol i portuguès. Assentament a les Amèriques, ca. 1600. Tot i que les corones afirmaven la sobirania sobre grans extensions de territori, aquest mapa modern mostra l'escassetat de l'assentament europeu real en blau fosc.

### Amèrica del Nord i Amèrica Central

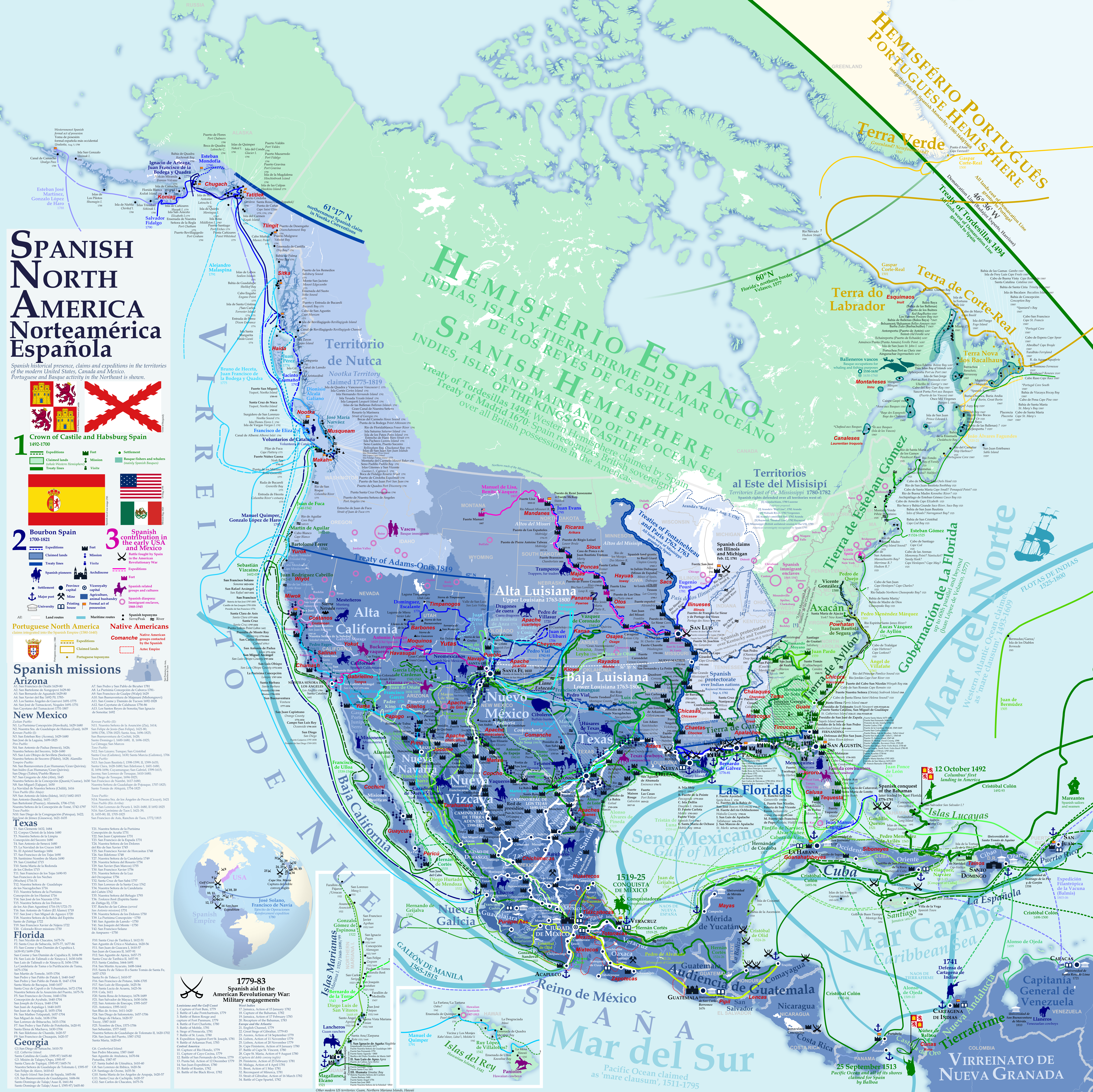
Presència històrica espanyola, territoris reclamats, punts d'interès i expedicions a Amèrica del Nord.

- Virregnat de la Nova Espanya (1535–1821)
  - Las Californias
  - Nuevo Reino de León
  - Territorio de Nutka
  - Nuevo Santander
  - Nueva Vizcaya
  - Santa Fe de Nuevo México
  - Nueva Extremadura
  - Nueva Galicia
  - Capitania General de Guatemala
- La Luisiana (fins al 1801).
- Florida espanyola (fins al 1819).
- Capitania General de Cuba (fins al 1898)
- Capitania General de Puerto Rico (fins al 1898)
- Santo Domingo (darrera possessió espanyola 1861–1865)
- Capitania General de les Filipines (administrada per Nova Espanya del 1565 al 1821, després de la independència mexicana transferida a Madrid i administrada directament fins al 1898)

### Amèrica del Sud
- Virregnat del Perú (1542–1824)
- Capitania General de Xile (1541–1818)
- Virregnat de Nova Granada (1717–1819)
- Capitania General de Veneçuela
- Virregnat del Río de la Plata (1776–1814)

### Historiografia
- Cañeque, Alejandro "The Political and Institutional History of Colonial Spanish America" History Compass (April 2013) 114 pp 280–291, doi:10.1111/hic3.12043
- Herzog, Tamar (2018). "Indigenous Reducciones and Spanish Resettlement: Placing Colonial and European History in Dialogue". Ler Historia (72): 9-30. doi:10.4000/lerhistoria.3146. ISSN 0870-6182.
- Weber, David J. "John Francis Bannon and the Historiography of the Spanish Borderlands: Retrospect and Prospect." Journal of the Southwest (1987): 331–363
- Weber, David J. "The Spanish Borderlands, Historiography Redux." The History Teacher, vol. 39, no. 1, 2005, pp. 43-56. JSTOR